# Syracuse
Cet article concerne la ville italienne. Pour les autres significations, voir Syracuse (homonymie).
Syracuse (en italien : Siracusa [sira'kuːza] ; en sicilien : Sarausa [saɾaˈuːsa]) est une ville italienne de Sicile, chef-lieu du libre consortium municipal de Syracuse et l'un des cœurs culturels du monde méditerranéen depuis les temps de la Grèce ancienne. Renommée pour sa riche histoire gréco-romaine, ses amphithéâtres et son patrimoine antique, elle a donné naissance au célèbre mathématicien Archimède qui y vécut jusqu'à sa mort en protégeant la ville d'un siège.
Elle est située près de la pointe sud-est de la Sicile, au bord de la mer Ionienne, sur les rives du golfe de Syracuse auquel elle prête son nom. Bien qu'étant positionné à faible altitude (le centre-ville culmine à 17 m au-dessus de la mer), le terrain syracusain est remarquablement élevé compte tenu des profondeurs marines attenantes, qui atteignent parfois 2 000 m non loin de la côte.
Fondée il y a 2 700 ans par des colons grecs de Corinthe et de Ténée, elle devient bientôt une cité-État puissante et accède au rang de grande puissance méditerranéenne en exerçant son influence sur l'ensemble des cités de la Grande-Grèce et au-delà. Rivalisant avec Athènes en taille et en splendeur à partir du Ve siècle av. J.-C., Cicéron la décrit à son époque comme « la plus grande des villes grecques et la plus belle de toutes ». Elle suivra la destinée de Rome depuis sa conquête par la République romaine jusqu'à l'Empire byzantin, dont elle devient même la capitale sous le règne de l'empereur Constant II (663-669). Distancée démographiquement par Palerme, cette dernière lui ravit son rôle de plus grande ville sicilienne et devient la capitale du royaume de Sicile jusqu'à son union avec celui de Naples pour former les Deux-Siciles avant l'unification italienne en 1860.
De nos jours, Syracuse est une ville moyenne d'environ 115 000 habitants dont le centre historique est classé au patrimoine mondial de l'UNESCO aux côtés de la nécropole de Pantalica. Mentionnée dans la Bible lors du récit du voyage de Paul dans les Actes des Apôtres, la ville est l'héritière d'une longue tradition chrétienne et célèbre tous les 13 décembre la naissance de sainte Lucie, patronne de la ville.

## Géographie

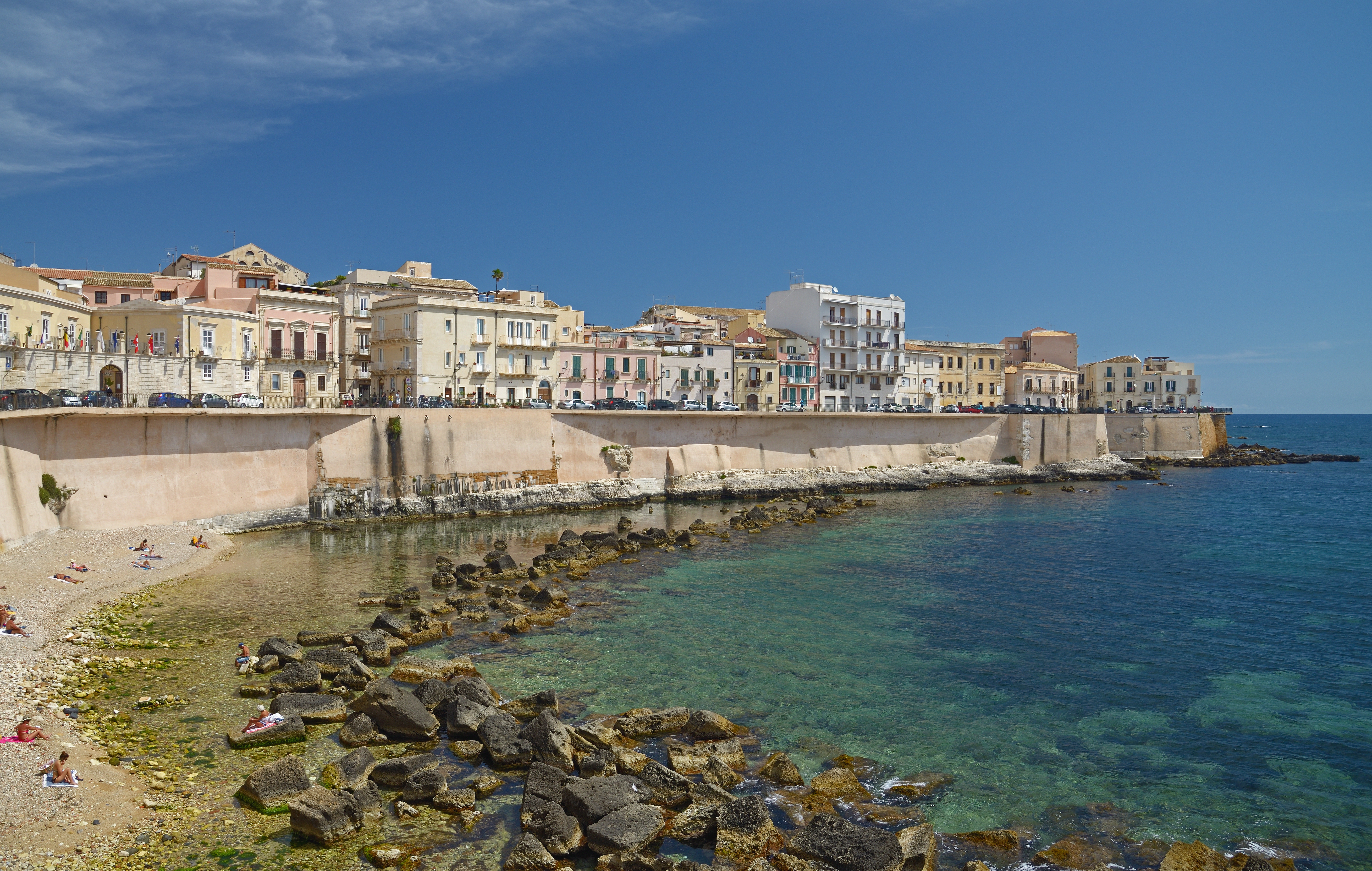
Lungomare del Levante, littoral est de l'île d'Ortygie.

### Localisation
Syracuse est située dans le sud-est de la Sicile, au bord de la mer Ionienne.

### Topographie
La ville occupe l'île d'Ortygie et le plateau calcaire des Épipoles.

### Climat
Syracuse bénéficie d'un climat méditerranéen à été chaud (classification climatique de Köppen : Csa), caractérisé par des hivers doux et humides ainsi que des étés chauds et secs. La neige y est très rare ; la dernière chute de neige mesurable enregistrée dans la ville date de décembre 2014. Les gelées sont tout aussi rares, la dernière remontant à la même période, en décembre 2014, ce qui rend les températures négatives quasi inexistantes.

Le 11 août 2021, une température record de 48,8 °C a été répertoriée à Floridia, près de la ville. Ce record est reconnu par l'Organisation météorologique mondiale comme la température la plus élevée jamais enregistrée en Europe.
| Mois                              | jan.  | fév. | mars  | avril | mai   | juin  | jui.  | août  | sep.  | oct.  | nov.  | déc.  | année   |
| --------------------------------- | ----- | ---- | ----- | ----- | ----- | ----- | ----- | ----- | ----- | ----- | ----- | ----- | ------- |
| Température minimale moyenne (°C) | 10    | 9,6  | 11,1  | 13,3  | 15,9  | 20,2  | 23,1  | 23,9  | 21,5  | 18,5  | 15,2  | 11,9  | 16,2    |
| Température moyenne (°C)          | 12,8  | 12,5 | 14    | 16,3  | 19,3  | 23,6  | 26,6  | 27,4  | 24,5  | 21,3  | 17,8  | 14,5  | 19,2    |
| Température maximale moyenne (°C) | 15,6  | 15,4 | 17    | 19,3  | 22,7  | 27    | 30,1  | 30,9  | 27,5  | 24,2  | 20,4  | 17,1  | 22,3    |
| Ensoleillement (h)                | 197,3 | 205  | 258,8 | 271,3 | 325,1 | 340,9 | 391,7 | 346,4 | 256,3 | 250,3 | 158,4 | 149,6 | 3 151,1 |
| Précipitations (mm)               | 64,4  | 55,7 | 35,8  | 28,4  | 9,2   | 8,4   | 6,8   | 22,5  | 61,2  | 74,7  | 95,7  | 86    | 548,8   |

### Hydrographie
L'Anapo, le Cassibile et la Ciane irriguent l'arrière-pays fertile de Syracuse et se jettent ensemble dans sa rade.

### Voies de communication et transports

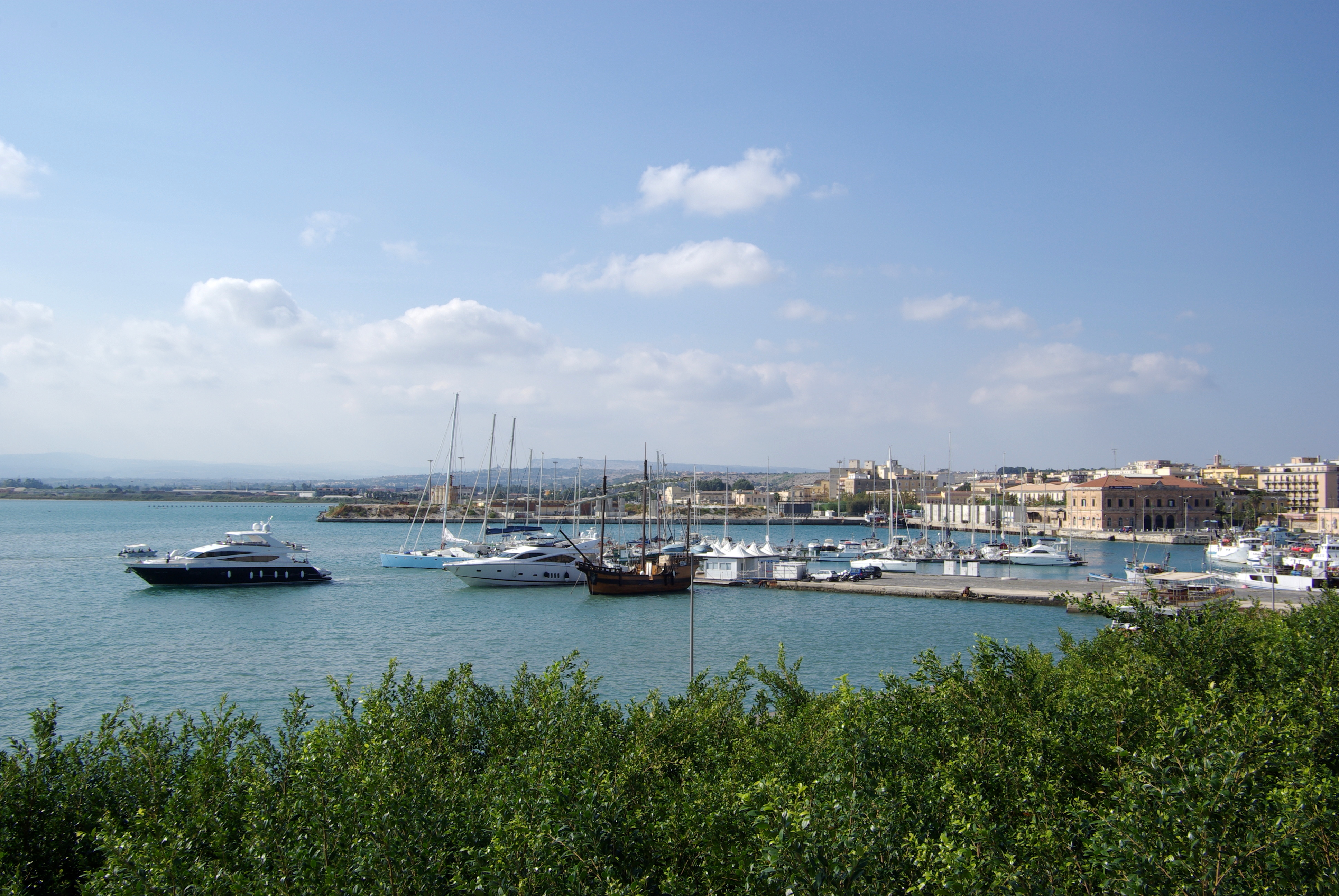
Port de Syracuse.

#### Infrastructures routières
Le territoire communal est traversé par les axes routiers suivants :
- SS114 « Oriente sicula », entre Messine et Syracuse, dont le tronçon final fait office de périphérique urbain à la ville de Syracuse et permet la liaison entre l'autoroute Catane-Syracuse et l'autoroute Syracuse-Gela ;
- L'autoroute A18 (Syracuse-Gela), intégré à la route européenne 45 ;
- SS115 « Sud occidentale sicula », entre Trapani et Syracuse ;
- SS124 « Siracusana », entre Caltagirone et Syracuse, traverse les monts Hybléens.

#### Desserte ferroviaire
La ville est desservie par la gare de Syracuse, située au km 312 + 176 de la ligne Messine-Syracuse, et la ligne Caltanissetta Xirbi-Gela-Syracuse.

#### Transport maritime
Les deux ports de la ville prennent place de part et d'autre de l'île d'Ortygie - l'un à l'ouest, le porto Piccolo (« petit port » ou Lakkios), et l'autre, le porto Grande (« grand port »), à l'est - reliés entre eux via un canal enjambé par deux ponts. Considéré comme l'un des ports les plus anciens de la Méditerranée, le port de Syracuse possède une histoire millénaire (it) bien que sa vocation soit désormais réduite à la plaisance (porto Grande) et à la pêche (porto Piccolo). L'activité commerciale est détournée vers la rade de Santa Panagia où transitent pétroliers, chimiquiers et méthaniers.

## Toponymie

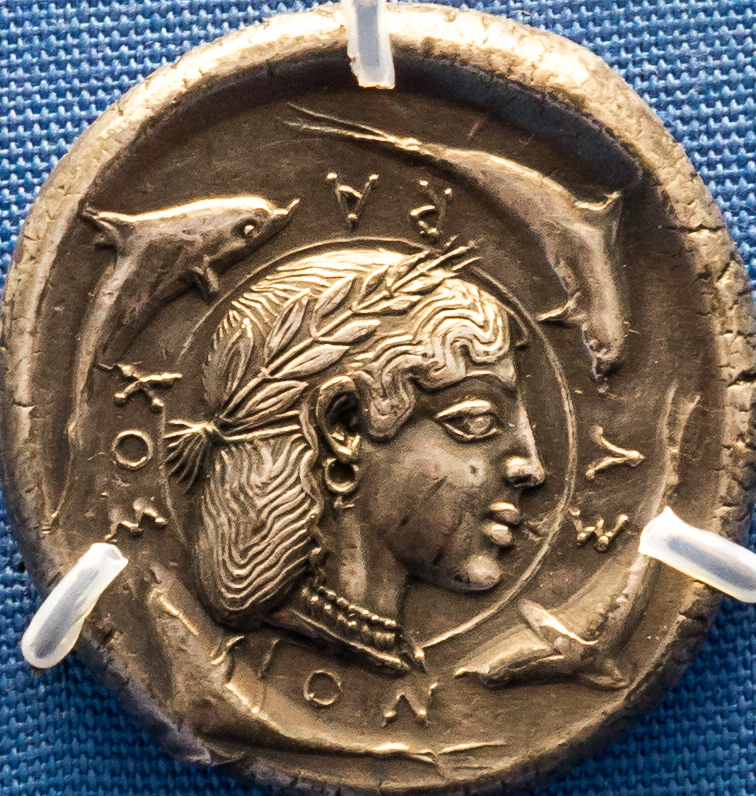
Monnaie portant l'inscription « ΣΥRAKOΣION » (aux Syracusains), Ve siècle av. J.-C.

Le nom ancien de Syracuse possède deux variantes principales attestées, Συράκουσαι (Syrákousai) et Συρακώ (Syrakō).
L'hypothèse la plus couramment avancée concernant l'origine du nom est qu'il proviendrait du phénicien Sour-ha-Koussim, « pierre aux mouettes ». Ce terme aurait ensuite évolué phonétiquement pour devenir « Syrákousai » en grec. Cependant, cette étymologie ne rend pas compte de la variante alternative Συρακώ (Syrakō).
Vibius Sequester, citant Étienne de Byzance, explique que « Syrakō » désigne à l'origine un marécage voisin. Marcien d'Héraclée confirme cette hypothèse dans la Périégèse en ajoutant que le nom du marécage aurait été créé par Archias, fondateur de la cité. Ainsi, c'est Syrakō qui aurait donné son nom à la ville et non l'inverse, ce que ne manque pas de souligner Épicharme dans un fragment parvenu de l'une de ses comédies.

## Histoire

### Préhistoire
L'occupation humaine de l'île d'Ortygie et des collines des Épipoles remonte à la Préhistoire. Quelques villages sicules y étaient implantés aux IXe et VIIIe siècles av. J.-C. et des objets mycéniens ont été trouvés dans leurs nécropoles (sites de Stentinello, Ognina, Thapsos, etc.). Les Phéniciens y auraient installé un comptoir, permanent ou saisonnier. Le commerce entre Sicules et Grecs reprend au VIIIe siècle av. J.-C., après les « siècles obscurs ».
Dans les mythes gréco-romains, Syracuse est une étape pour Héraclès et Énée dans leurs pérégrinations en Méditerranée.

### Antiquité

#### Fondation de la ville
Syracuse est fondée en 734 av. J.-C. par des colons grecs de Corinthe et de Ténée sous la conduite de l'œciste Archias, de la famille des Bacchiades qui cherche alors à se poster le long des routes commerciales de la mer Méditerranée. Les premiers colons bâtissent des maisons rectangulaires sur l'île d'Ortygie dans lesquelles on a retrouvé de la céramique protocorinthienne, cycladique et locale. Ils accaparent les terres autour de Syracuse et fondent l'aristocratie foncière qui va gérer la cité, les Gamores. Essentiellement agricole, la cité développe aussi son artisanat (céramique, métallurgie, lainage) et son commerce grâce à son port et sa rade, notamment à partir du VIIe siècle av. J.-C. En prenant possession des terres, les Grecs entrent en conflit avec les populations locales qu'ils asservissent partiellement en leur imposant le statut de Cyllyriens, comparable à celui des Hilotes spartiates et des Pénestes.
Quelques cultes indigènes auraient persisté dans les sanctuaires grecs :
- Artémis Lyaia (« Libératrice »), vénérée dans la grotte de la Scala Greca, serait l'héritière d'une déesse sicule associée à la fertilité et à la fécondité ;
- Aristée, inventeur de l'apiculture, serait le parèdre d'une « Grande Mère sicane »[22].

Syracuse, à son tour, fonde plusieurs établissements ou cités en Sicile : Akrai en 664 av. J.-C., Casmènes en 643 av. J.-C., Heloros vers la fin du VIIe siècle av. J.-C., Camarina en 598 av. J.-C., etc.
La cité se développe rapidement grâce aux riches plaines de la région et devient l'une des colonies grecques les plus brillantes d'Occident.

#### Période classique

##### Dynastie des Deinoménides

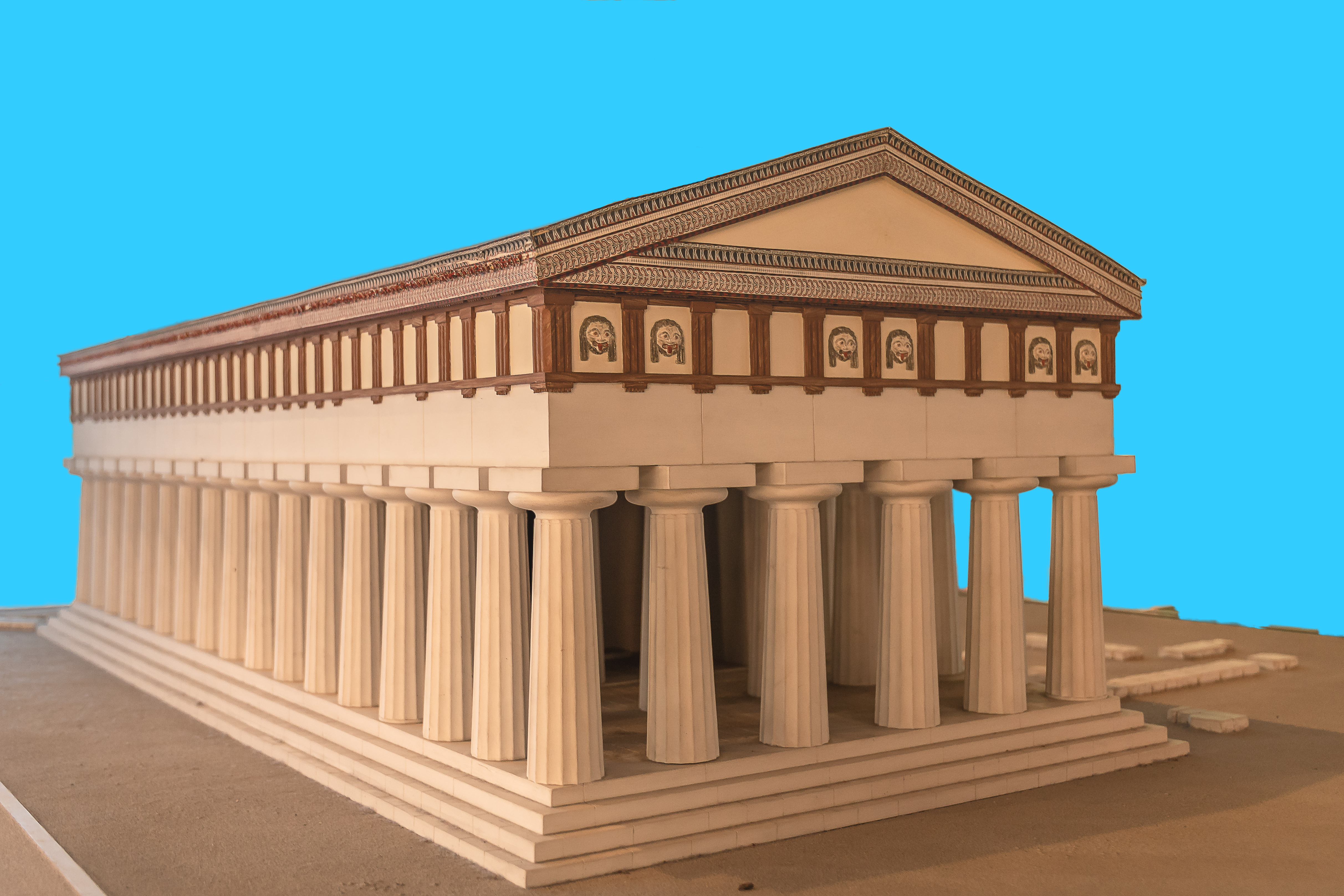
Modélisation restituant l'apparence du temple d'Apollon, édifié dans un style dorique sur l'île d'Ortygie au (musée archéologique régional de Syracuse).

En 485 av. J.-C., Gélon, le tyran de Gela, se rend maître de Syracuse en s'appuyant sur l'aristocratie terrienne des Gamores qu'un mouvement populaire des Cyllyriens avait chassé des lieux. Il en fait le centre de son pouvoir, laissant à son frère Hiéron Ier la gestion de sa cité d'origine, et c'est sous son règne que Syracuse devient la puissance hellénique dominante de l'époque. Il renforce sa population par l'arrivée de la moitié des habitants de Gela, tous ceux de Camarina, de quelques uns de Megara Hyblaea ainsi que de nouveaux colons grecs. L'île d'Ortygie n'ayant plus la capacité d'accueillir tous ces nouveaux arrivants, ces derniers s'installent sur le continent où ils fondent les quartiers de Neápolis et de Tyché et y élèvent une seconde agora,. Syracuse se dote d'entrepôts sur les quais, d'un arsenal et de casernes, consacre de nouveaux sanctuaires à Déméter et à Coré, et enjolive celui d'Apollon. Gélon assoit son influence par des alliances matrimoniales avec Théron, tyran d'Akragas, dont il épouse la fille Démarète et à qui il offre la main de sa nièce, fille de Polyzalos. Les Grecs de la grande terre requièrent son aide contre la Perse mais se désistent devant ses ambitions. Allié à Théron, il bat à Himère, en 480 av. J.-C., une grande expédition carthaginoise menée par Hamilcar, selon la tradition le jour même où les Grecs battent les Perses à Salamine. Un temple dédié à Athéna est érigé sur le site de l'actuelle cathédrale pour commémorer cette victoire.

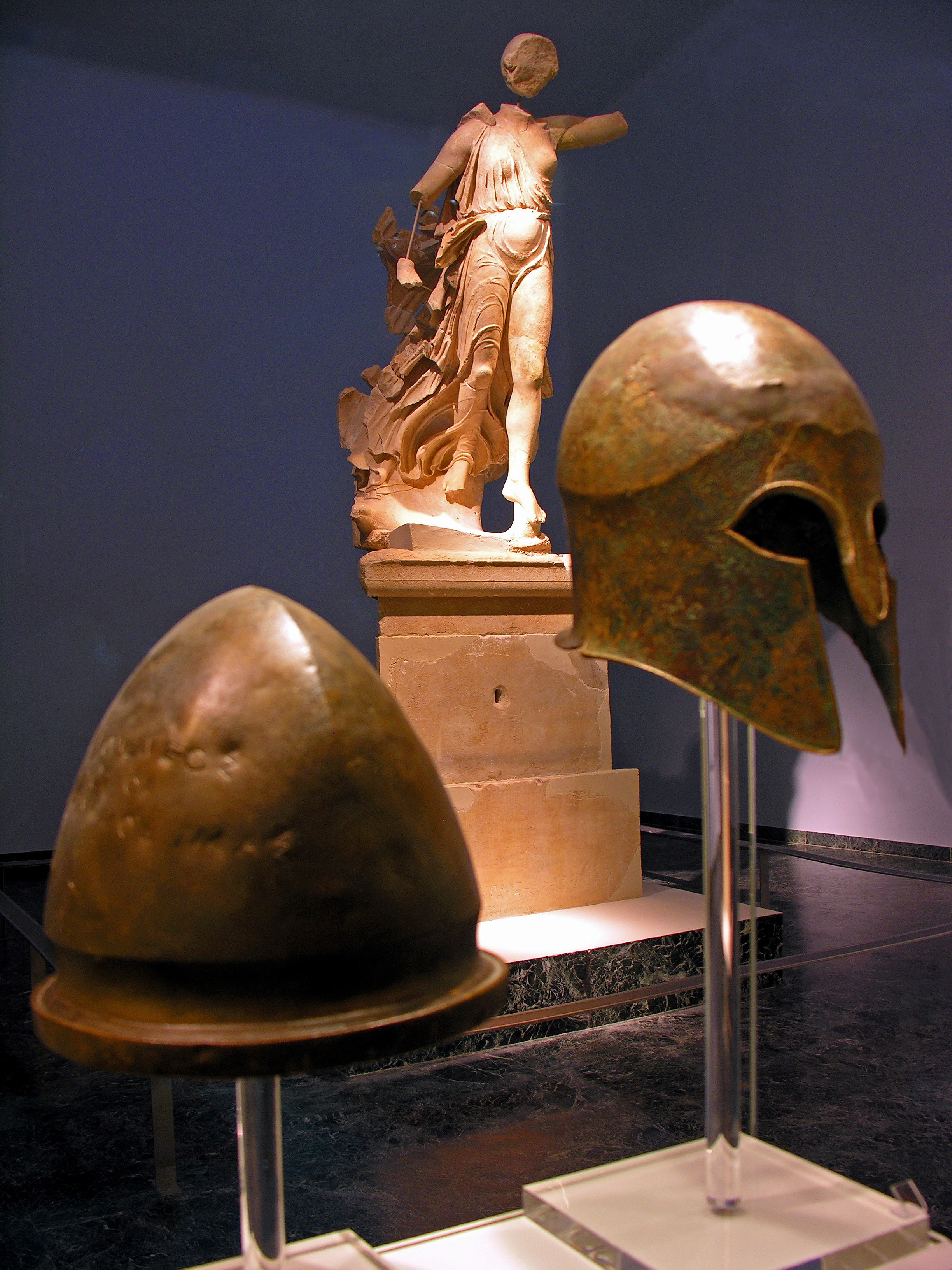
Casques que Hiéron a dédié à Zeus dans le temple olympien à la suite de sa victoire sur les Étrusques à Cumes (musée archéologique d'Olympie).

Après la mort de Gélon, son frère Hiéron Ier lui succède tandis que la cité poursuit sa croissance spectaculaire. Plus avare et violent que son frère selon Diodore, il initie néanmoins une politique de mécénat et invite à sa cour les poètes et philosophes grecs Xénophane, Simonide de Céos et son neveu Bacchylide, Eschyle, Épicharme et Pindare. Ce dernier compose en son honneur les trois première Pythique et la Première olympique. Hiéron participe en effet à plusieurs jeux panhelléniques, vainqueur aux courses de chevaux montés puis de chars, à trois reprises aux jeux olympiques et autant aux jeux pythiques. Il commande aux sculpteurs Calamis et Onatas un groupe statuaire pour Olympie. En 474 av. J.-C., Hiéron bat les Étrusques à la bataille de Cumes et dédie à Zeus un casque sur lequel il fait inscrire « Hiéron fils de Deinoménès et les Syracusains à Zeus sur le butin fait sur les Étrusques à Cumes. » Il entre en conflit avec son frère Polyzalos, maître de Gela depuis son départ pour Syracuse, qui se réfugie auprès de son beau-père, Théron. Hiéron vide Naxos et Catane de leur population qu'il déporte à Léontinoi et refonde la deuxième sous le nom d'Ætna (Etna) à l'aide de colons de Syracuse et du Péloponnèse. Il soumet également Zancle qui est contrainte de lui garantir l'accès à son détroit.
En 466 av. J.-C., Thrasybule succède à son frère Hiéron. « Violent et sanguinaire, il fit mourir injustement beaucoup de citoyens et, après en avoir exilé un grand nombre sur des accusations mensongères, il confisqua leurs biens au profit du trésor royal » raconte Diodore. Aussi est-il renversé au terme de moins d'un an de règne et exilé à son tour.

##### La démocratie et l'expédition de Sicile

Itinéraire de l'expédition de Sicile.

Un régime démocratique est installé pour soixante ans à Syracuse en s'appuyant notamment sur le pétalisme. La rhétorique éclot avec Corax et Tisias, Sophron crée le mime à partir de sujets populaires. En 415 av. J.-C., la population totale de la cité de Syracuse est estimée à 250 000 habitants, chiffre comparable à celui de la population d'Athènes à la même époque.

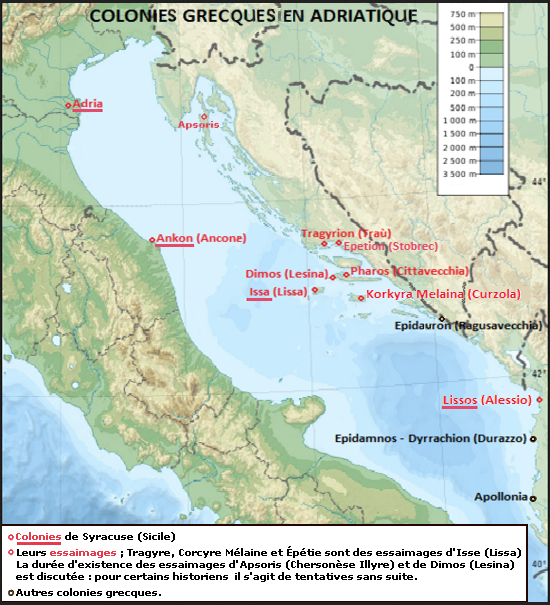
Colonies syracusaines en mer Adriatique.

Avec la chute des tyrans, Syracuse perd la domination qu'elle exerçait sur la Sicile orientale mais redevient rapidement une grande puissance régionale par une série de victoires militaires :
- En 453 av. J.-C., sur les districts miniers étrusques de Corse et de l'île d'Elbe ; trois ans plus tard sur le Sicule Doukétios ; en 445 av. J.-C., sur Akragas au bord de l'Himéras et, la même année, sur les Sicules encore dont elle fait raser la cité de Palikè ;
- En 427 et 416 av. J.-C., Syracuse attaque Léontinoi et Égeste, alliées d'Athènes. Cette dernière, dans le contexte de la guerre du Péloponnèse, souhaitait contrer la puissance grandissante de Syracuse et prendre pied en Sicile pour s'assurer le contrôle des mers. En juin de l'année suivante, l'expédition de Sicile prend la mer avec 134 trières portant 5 100 combattants sous le commandement de Nicias, d'Alcibiade et de Lamachos. Les Syracusains cherchent le soutien de Sparte, cité ennemie d'Athènes. En 413 av. J.-C., Syracuse est assiégée par les Athéniens qui sont défaits sur la terre aux Épipoles et au cours d'une bataille navale dans la rade de la ville, et définitivement sur les rives de l'Asinaro grâce aux renforts spartiates dirigés par Gylippos ainsi qu'au génie tactique d'Hermocrate qui parviennent ensemble à anéantir la flotte athénienne[32] ;
- En 401 av. J.-C., Syracuse envoie 300 hoplites pour servir l'armée des Dix-Mille de Cyrus le Jeune.

En 410 av. J.-C., des négociations pour rétablir la paix entre Akragas et les Élymiens échouent, déclenchant ainsi une longue série de conflits avec Carthage qui ne prendra fin qu'en 341 av. J.-C.. En 406 av. J.-C., Carthage use de ce prétexte pour attaquer Akragas, Gela et Syracuse, mais elle est arrêtée par une épidémie de peste. La paix est signée l'année suivante mais les guerres reprendront par la suite de 398 à 393, de 383 à 376, de 367 à 366 et de 345 à 341 av. J.-C. Dans l'ensemble, l'équilibre des forces sur l'île n'est jamais remis en cause.

##### Âge dionysien

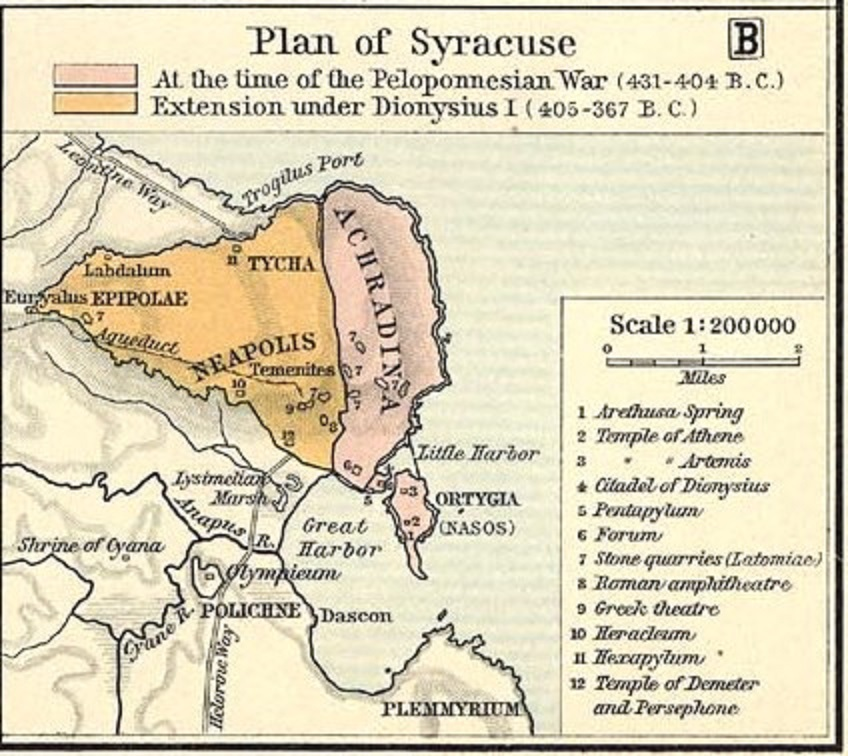
Syracuse sous le règne de Denys l'Ancien.

En 405 av. J.-C., la menace carthaginoise met au pouvoir Denys l'Ancien (Dionysios Ier), d'origine modeste, qui parvient à négocier avec l'ennemi et surtout à contenir son expansion après la prise de Gela et de Camarina. Protégé par une garde de 1 000 hommes, le nouveau tyran persécute les aristocrates, affranchit les Cyllyriens et les esclaves. Il accroît son armée jusqu'à 50 000 fantassins et 10 000 cavaliers, la dote de catapultes portant à 300 mètres, et fait d'Ortygie une citadelle imprenable (22 km de fortifications) qu'il complète du château d'Euryale sur les Épipoles. Il construit de vastes gymnases sur les rives de l'Anapo, élève de nouveaux temples tout en pillant les trésors sacrés comme le manteau d'or de Zeus, levant des tributs, augmentant les impôts et altérant les monnaies pour couvrir les nombreuses dépenses impliquées. Contre les Carthaginois, dans trois guerres successives, il prend Motyé mais subit un siège à Syracuse en 397 av. J.-C., lors duquel les assaillants détruisent le temple de Déméter et Coré ainsi que le tombeau de Gélon avant d'être victimes d'une épidémie qui les contraint à se retirer,.
Il conquiert une partie du territoire des Sicules et fonde à Adranon, Tyndaris et Tauromenos des avant-postes pour y consolider sa présence. Il prend Catane, rase Naxos et obtient la reddition de Léontinoi, contraignant leurs populations respectives à se réfugier à l'intérieur des terres. L'autoproclamé « archonte de Sicile » agit également hors de l'île : il commence par prendre pied sur le continent où il occupe Rhêgion, s'allie à Archytas de Tarente, il envoie 300 mercenaires hoplites en Perse pour aider l'armée des Dix-Mille de Cyrus le Jeune dans sa révolte contre le souverain achéménide Artaxerxès II Mnémon, colonise Apsoris, Ancône, Adria, Tragyrion, Pharos, Corcyre mélaine, Issa et Lissos en mer Adriatique (pour des raisons plus économiques que militaires) et pille Pyrgi en 384 av. J.-C.

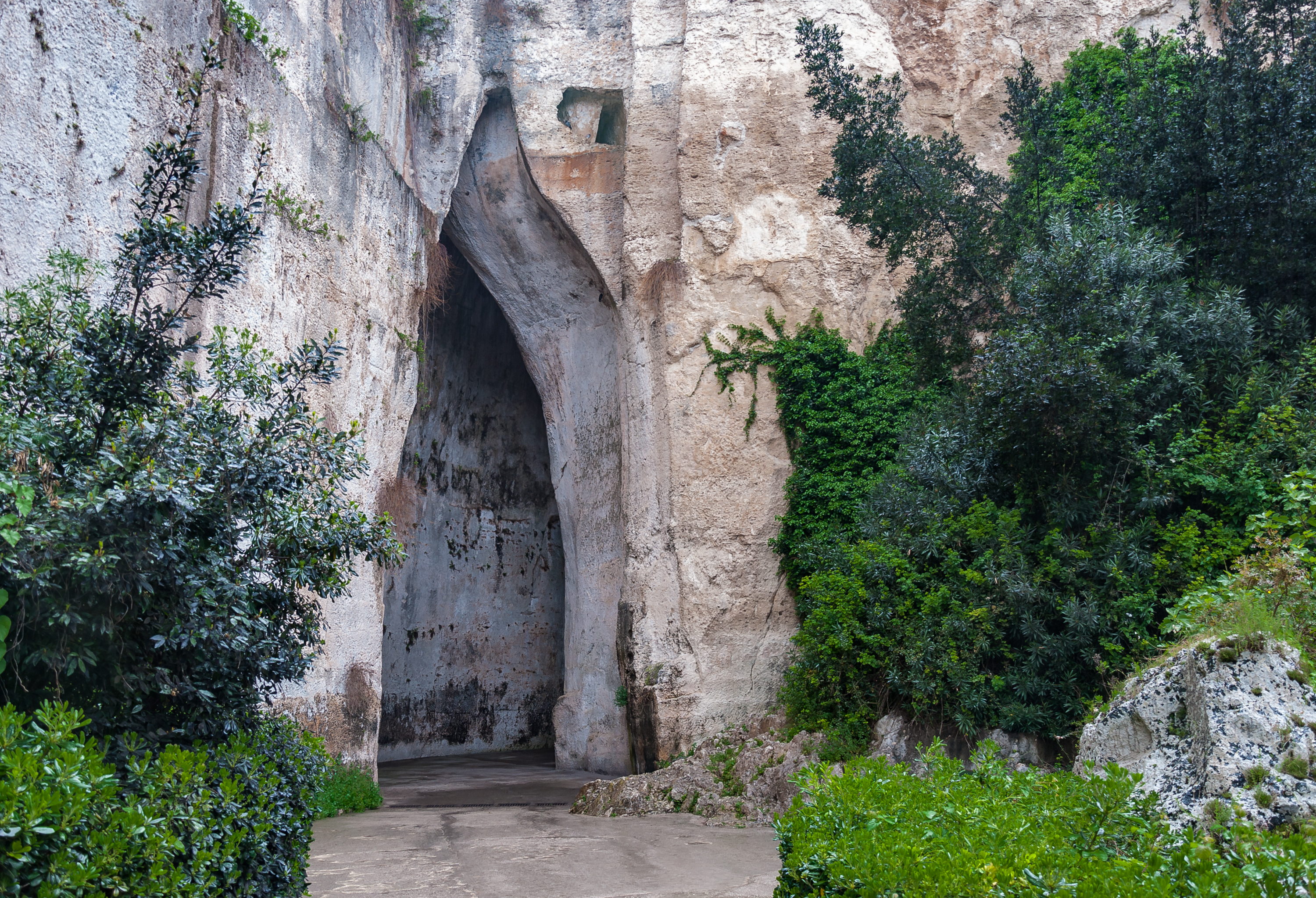
L'« Oreille de Denys ».

Sous son règne, Syracuse est la cité la plus peuplée et la plus riche de la « Grande Grèce ». À son tour, il veut réunir autour de lui des intellectuels comme Philistos et Aristippe, mais il supporte moins la liberté artistique que ses prédécesseurs : Platon, trop proche de Dion, est emprisonné voire vendu comme esclave d'après certaines sources, tandis que Philoxène de Cythère est envoyé aux latomies. Amateur de drame et dramaturge amateur, il fait creuser dans la roche un théâtre. Les anecdotes sur Denys l'Ancien sont innombrables et l'on peut encore voir aux abords de la ville la fameuse « Oreille de Denys », une imposante grotte artificielle dans laquelle le tyran enfermait ses prisonniers et dont l'acoustique lui permettait d'écouter les conversations. Denys l'Ancien meurt en 367 av. J.-C. et son fils lui succède.

##### Déclin de la puissance syracusaine
Denys le Jeune (Dionysios II), élève de Platon mais adepte d'Aristippe de Cyrène, exile son oncle Dion en 366 av. J.-C., lequel revient de Grèce neuf ans plus tard pour le renverser avant d'être assassiné en 354 av. J.-C. Denys reprend le contrôle d'Ortygie. Les Syracusains assiégés par Hicétas demandent alors de l'aide à Corinthe, leur ancienne métropole, qui dépêche Timoléon pour faire exiler les deux tyrans, démanteler la citadelle d'Ortygie qu'il remplace par un tribunal, et restaurer les lois en 344 av. J.-C. : le pouvoir est donné à une boulè de 600 citoyens et une assemblée populaire, l'un des trois prêtres de Zeus olympien, élus par le peuple, est désigné chaque année à la tête de la cité. Victorieux de Carthage à la bataille de Crimisos, Timoléon repeuple la Sicile de colons grecs.

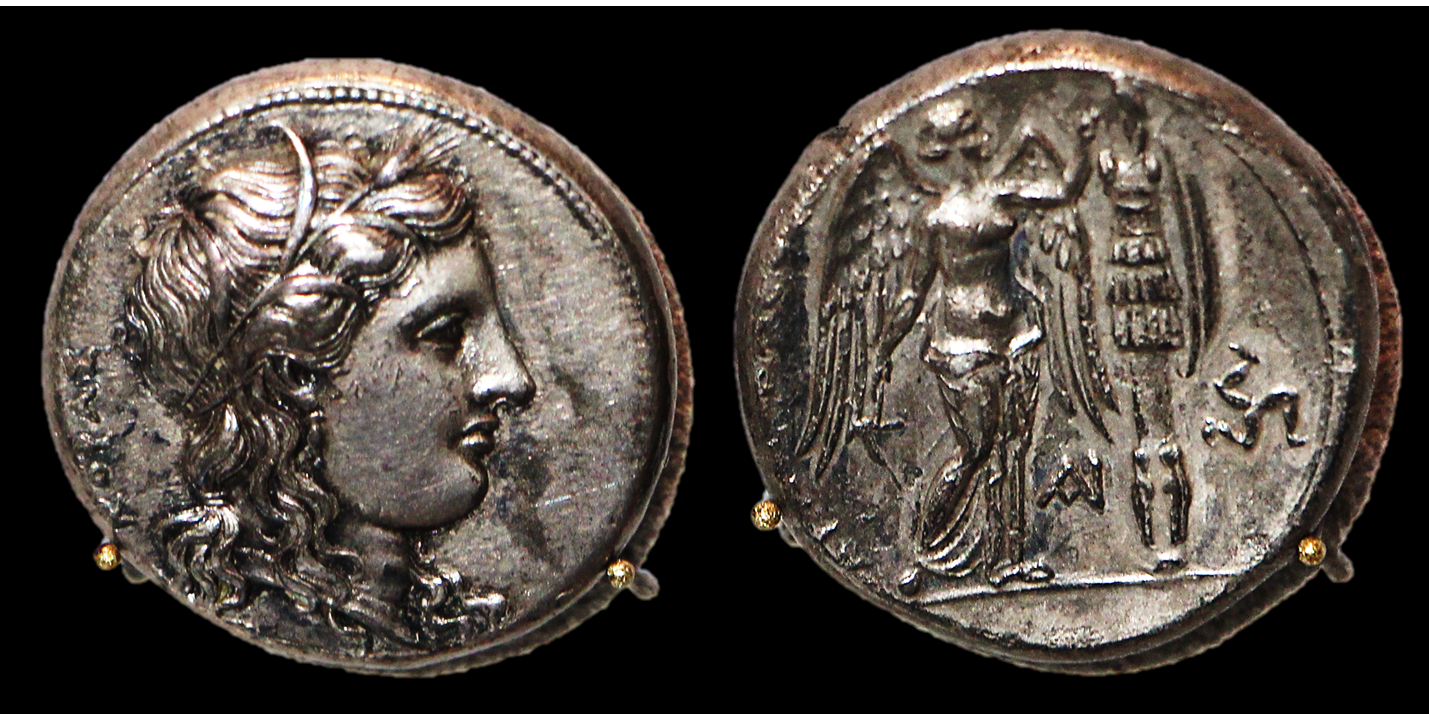
Pièce de monnaie frappée sous Agathocle en 308 av. J.-C. : pile, Niké tenant d'une main l'armure de ses ennemis à côté de la triskèle, symbole de la Sicile / face, la déesse Perséphone.

Lorsque Timoléon se retire en 337 av. J.-C., il laisse un pouvoir fragile qui tombe, moins de deux décennies plus tard, dans les mains d'un nouveau tyran, Agathocle. Ce dernier élimine les oligarques et ses opposants avec le soutien du peuple. En 315 av. J.-C., le tyran déclenche une nouvelle guerre contre les Carthaginois. Il parvient en 309 av. J.-C. à prendre l'ascendant sur ses ennemis en leur livrant bataille sur le sol africain où il remporte plusieurs victoires mais échoue devant les murs de Carthage. Il est vaincu deux ans plus tard, laissant ainsi la cité punique devenir la principale puissance de la région. Il domine cependant encore toute la Sicile grecque et s'empare de Corcyre.
À sa mort, en 289 av. J.-C., Syracuse recouvre sa liberté mais s'enfonce dans une série de troubles politiques. Elle bat Akragas en 280 av. J.-C., mais aucun dirigeant ne s'impose. Carthage assiège une nouvelle fois la cité deux ans plus tard, qui en appelle à Pyrrhus Ier, roi d'Épire et gendre d'Agathocle. Après deux ans de batailles en Sicile, il se retire et l'un de ses officiers, Hiéron II, est élu comme stratège par les Syracusains.

#### Guerres puniques

##### Première guerre punique (264-241 av. J.-C.)

Carte des territoires romains, carthaginois et syracusains en 264 av. J.-C., avant la première guerre punique.

En raison de sa position géostratégique entre la péninsule italienne, aux mains des Romains, et l'Afrique du Nord, contrôlée par Carthage, la Sicile est un enjeu majeur entre les deux puissances méditerranéennes.
C'est sous le règne de Hiéron II que naquit le plus célèbre de tous les Syracusains, le philosophe et mathématicien Archimède, de même que le poète Théocrite.
En 269 av. J.-C., Hiéron II attaque les Mamertins, anciens mercenaires d'Agathocle occupant Messine. Ces derniers demandent de l'aide à Rome et à Carthage. Cinq ans plus tard, les Carthaginois prennent la ville de Messine. Le consul romain Appius Claudius Caudex traverse le détroit de Messine et prend par surprise la garnison punique implantée dans la ville : c'est le casus belli (cause directe) de la première guerre punique.
Hiéron II décide de s'allier à Rome contre Carthage, ce qui permet à Syracuse de conserver son indépendance après la victoire romaine, donnant lieu à une nouvelle ère de prospérité pour la cité. Il s'inspire de la législation fiscale du roi d'Égypte, Ptolémée Philadelphe, pour écrire la Lex Hieronica (it), que Rome appliquera plus tard à toute la Sicile en l'adaptant. Conseillé sur les questions militaires par Archimède, il renforce l'Euryale et se compose une flotte qu'il envoie naviguer jusqu'en Égypte. Il réaménage le théâtre et fait édifier un autel monumental, l'autel de Hiéron II en l'honneur de Zeus (probablement accompagné d'un temple aujourd'hui disparu). Des ateliers locaux de céramique produisent des vases à vernis noir ou à fond blanc et aux décorations végétales polychromes. Les pièces de monnaie frappées sous le règne de Hiéron portent la tête de sa femme, Philistis.

##### Deuxième guerre punique (218-202 av. J.-C.)

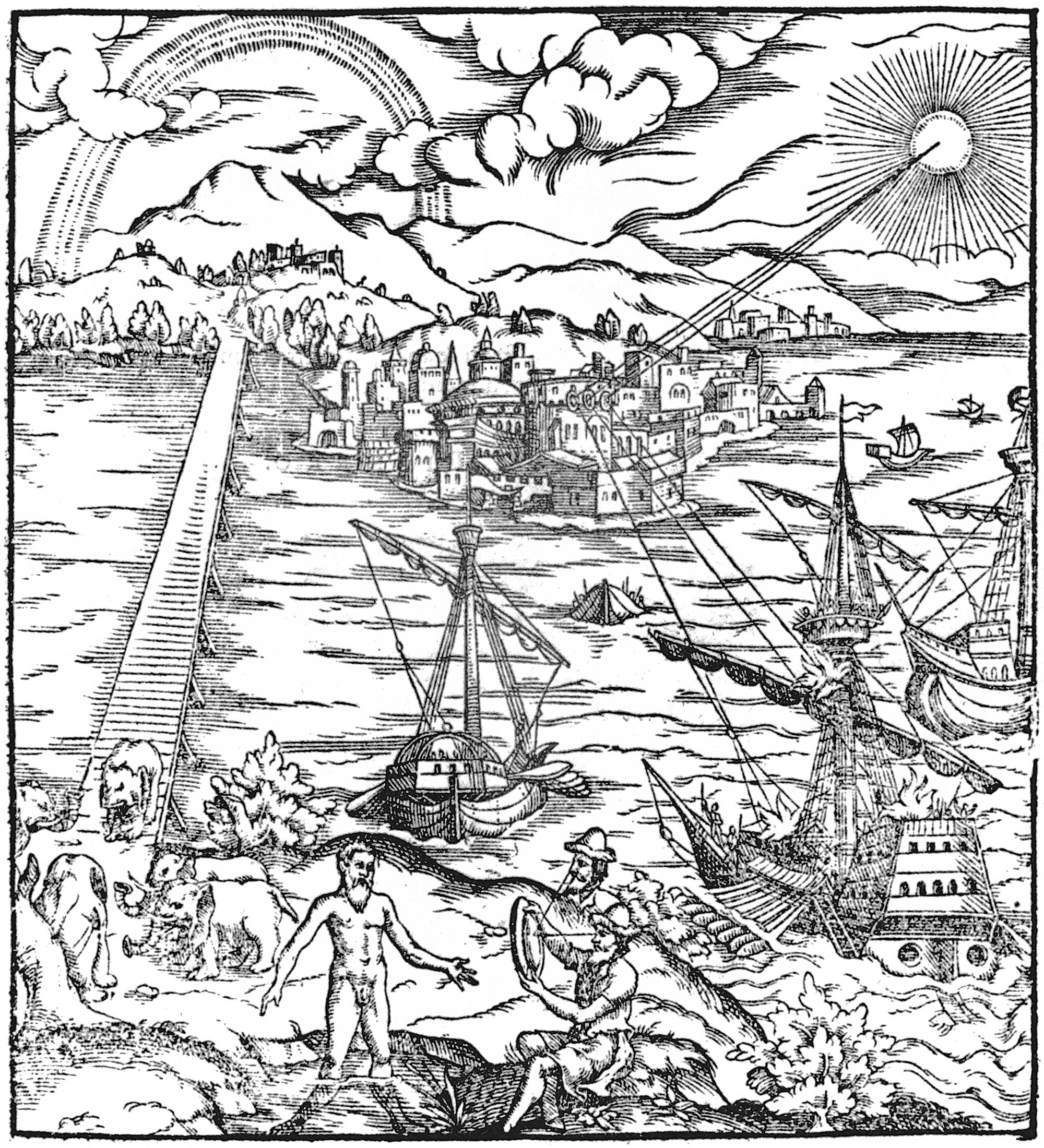
Représentation du siège de Syracuse sur une gravure du XVIIe siècle.

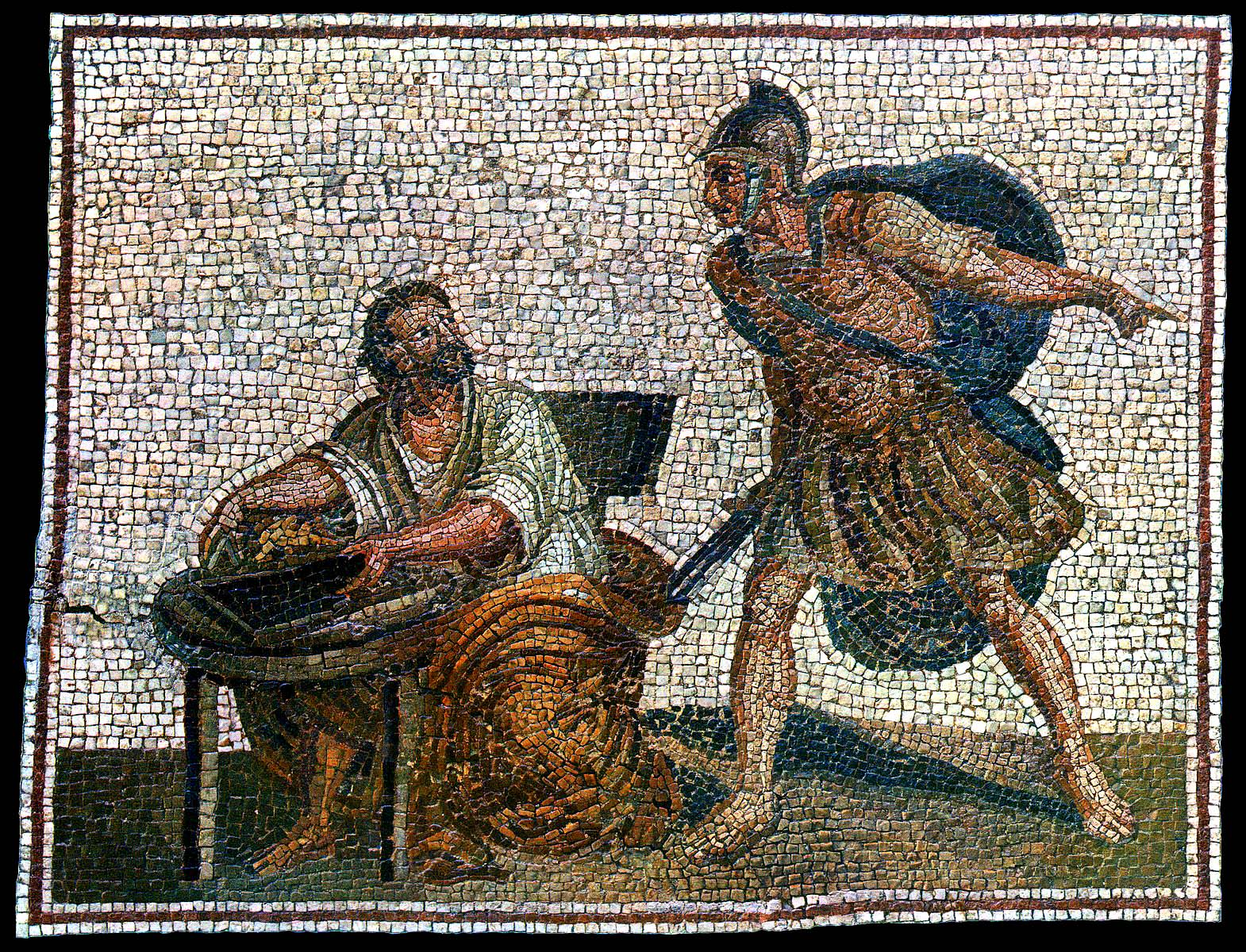
Mosaïque représentant la scène de l'exécution d'Archimède.

Lors de la deuxième guerre punique, Hiéron reste un fidèle allié des Romains, mais à sa mort, son petit-fils Hiéronyme de Syracuse, également petit-fils de Pyrrhus, choisit en 215 av. J.-C. le camp carthaginois mené par Hannibal, alors en position de force à Capoue après la bataille de Cannes, et l'oligarchie qui prend place après l'assassinat d'Hiéronyme en fait autant. Le consul Marcus Claudius Marcellus assiège la ville en 214-212 av. J.-C. La ville de Syracuse résiste pendant plus d'un an, grâce notamment aux machines conçues par Archimède à l'image sa fameuse griffe,.
La légende veut qu'Archimède ait mis au point des miroirs géants pour réfléchir et concentrer les rayons du soleil dans les voiles des navires romains pour ainsi les enflammer. L'historien romain Tite-Live (XXIV-34) décrit le rôle important d'Archimède comme ingénieur dans la défense de sa ville (aménagement des remparts, construction de meurtrières, construction de petits scorpions et différentes machines de guerre), mais il ne dit pas un mot de ces supposés miroirs. De même, il raconte la prise de Syracuse, organisée pendant la nuit, non par crainte du soleil mais pour profiter du relâchement général lors de trois jours de festivités (généreusement arrosées) en l'honneur de la déesse Artémis (XXV-23). C'est un capitaine infiltré qui aurait laissé entrer les Romains près des fontaines d'Aréthuse. Au signal convenu, lors d'une diversion, il ouvrit la porte. Après avoir placé ses gardes sur les maisons des partisans de la faction romaine, Marcellus livra Syracuse au pillage de ses soldats. Il faudra encore un an pour que l'ensemble de la cité soit annexée au domaine romain.
Ordre avait été donné de capturer Archimède. Un soldat romain demanda son identité à un vieillard qui réfléchissait, dans sa maison, à un problème de mathématique. Ne recevant pas de réponse de sa part, il le tua.

#### Période romaine

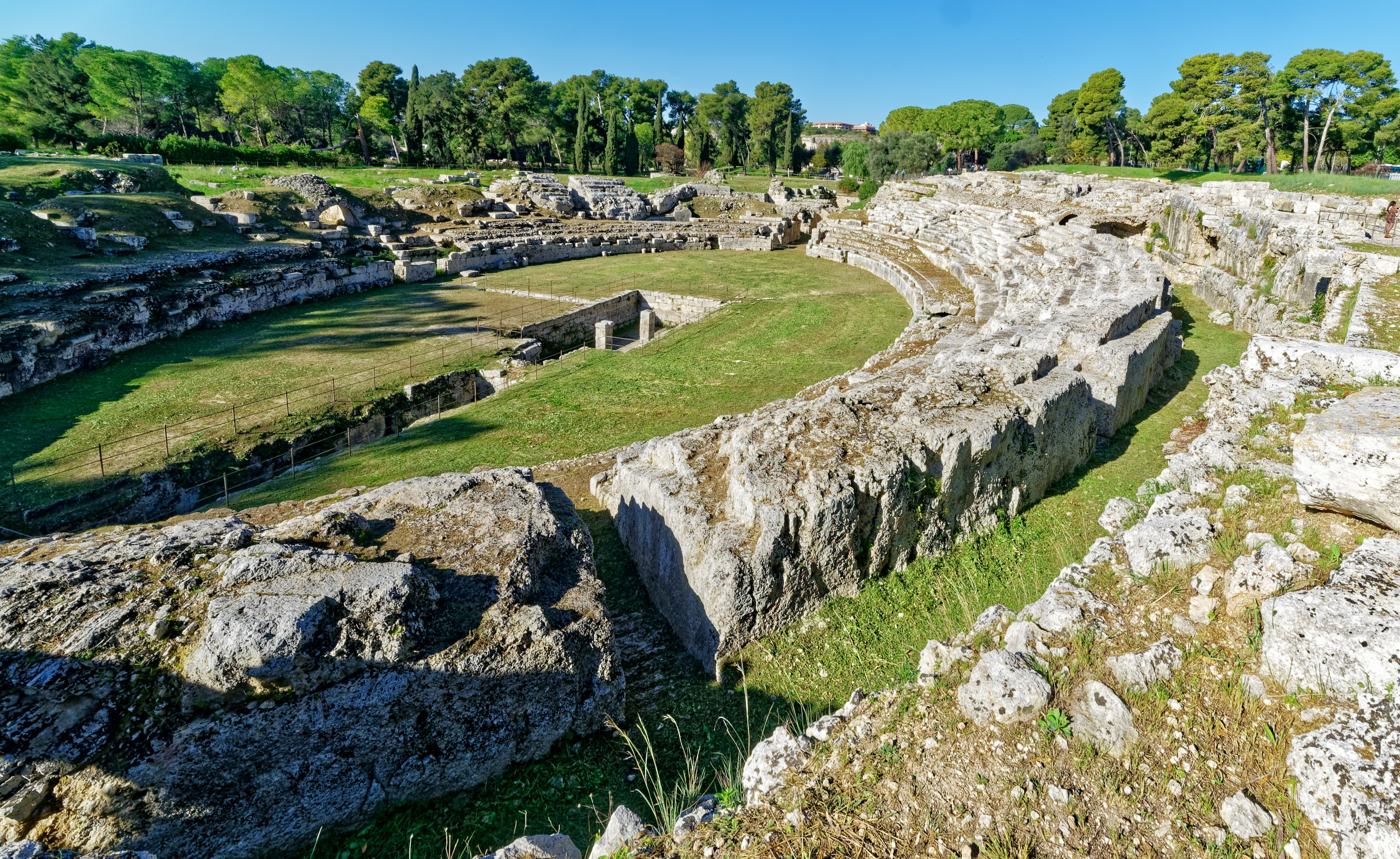
Vestiges de l'amphithéâtre romain.

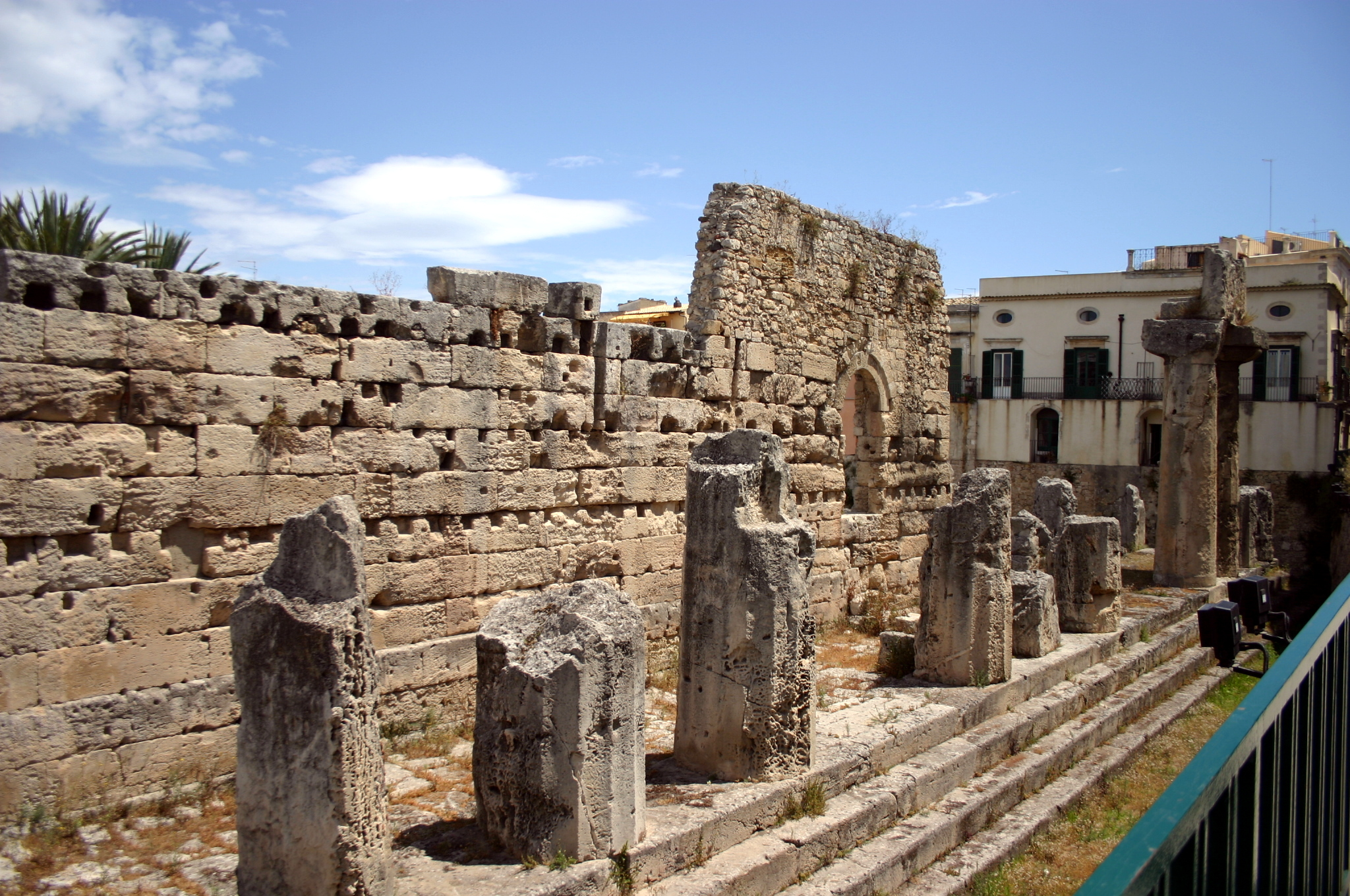
Vestiges du temple d'Apollon.

En 212 av. J.-C., les Romains s'emparent de Syracuse et la mettent à sac. Tite-Live considère que la prise de Syracuse est l'événement qui marque la prise de conscience romaine de la richesse de l'art grec.
Rome fait de la Sicile une province, et de Syracuse sa capitale, siège du préteur. La cité subit les déprédations de Verrès et de Sextus Pompée et entame un long déclin. Recolonisée sous Auguste, elle voit la restauration du théâtre grec et du forum, la construction de l'amphithéâtre et d'un nouveau gymnase, ainsi que l'exportation à travers la Méditerranée de son artisanat céramique tandis que ses arts se distinguent avec Moschos.
Cicéron donne une description de la cité au Ier siècle av. J.-C. : « Syracuse est si vaste qu'elle semble composée de quatre grandes villes :
La première est l'île dont je viens de parler ; baignée par les deux ports, elle se prolonge jusqu'à leur embouchure. C'est là que se trouve l'ancien palais de Hiéron II, aujourd'hui le palais du préteur. On y voit aussi un grand nombre de temples. Deux l'emportent sur tous les autres : celui de Diane, et celui de Minerve, richement décoré avant la préture de Verrès. À l'extrémité de l'île est une fontaine d'eau douce nommée Aréthuse : son vaste bassin, rempli de poissons, serait inondé par la mer, s'il n'était défendu par une forte digue.

La seconde ville, l'Achradine, renferme un forum spacieux, de très beaux portiques, un superbe prytanée, un vaste palais pour le sénat, un temple majestueux de Jupiter olympien. Une large rue la traverse dans toute sa longueur.

Dans la troisième ville, nommée Tyché parce qu'il y avait autrefois un temple de la Fortune, on remarque un grand gymnase et plusieurs édifices sacrés. C'est la partie la plus peuplée.

La quatrième est la Ville-Neuve, ainsi nommée parce qu'elle a été bâtie la dernière. Dans sa partie la plus haute, se trouve un vaste théâtre. Elle est dotée de deux temples, l'un de Cérès, l'autre de Proserpine, et d'une statue colossale d'Apollon surnommé Téménitès ».
Au IIIe siècle de notre ère, la ville est pillée par les Francs sous le règne de Probus.

##### Christianisation

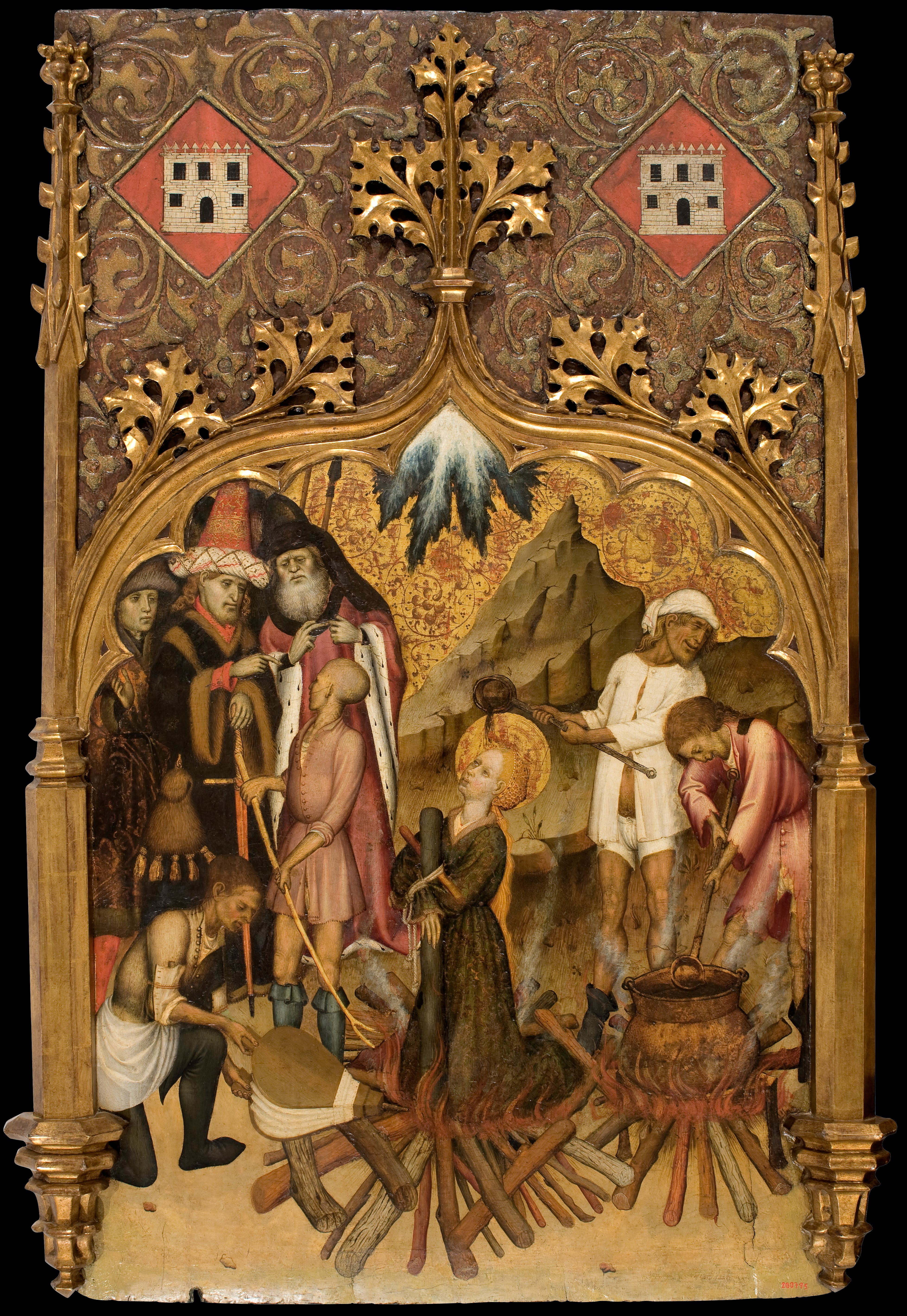
Martyre de sainte Lucie, Bernat Martorell (1435-1440).

À l'époque des persécutions chrétiennes, d'immenses catacombes ont été creusées sous la ville de Syracuse, les deuxièmes en longueur derrière celles de Rome.
Paul de Tarse fait étape trois jours à Syracuse avant de rejoindre Rhegium et en fait l'un des principaux centres de prosélytisme à partir desquels la religion chrétienne se diffuse en Occident. Il aurait prêché dans la crypte de San Marciano (saint Marcien) qui doit son nom actuel au premier évêque de Syracuse, martyrisé sous les règnes de Valérien et de son fils Gallien (254-259). D'après les sources chrétiennes, le martyre de Lucie de Syracuse aurait eu lieu au début du IVe siècle. Brûlée vive par les Romains, peut-être sous Dioclétien, elle ne serait pas morte de ses blessures et il aurait fallu la transpercer avec un glaive pour l'achever. Elle est la sainte patronne de Syracuse, célébrée le 13 décembre.

### Moyen Âge

#### Invasions barbares et période byzantine
Syracuse subit les incursions des Goths d'Alaric puis des Vandales de Genséric qui occupent la ville de 469 à 477, jusqu'à sa reconquête par Odoacre (477–491) suivie par celle de Théodoric le Grand qui la rattache au reste de l'Italie ostrogothe (491–526). Le 31 décembre 535, Bélisaire réintègre la ville à l'Empire romain d'Orient, sous lequel elle demeure la principale cité de Sicile. Siège d'un diocèse dont l'évêque est représentant du pape de Rome, elle devient par la suite le siège du métropolite de Sicile ainsi que celui d'un tourme. Probablement repliée derrière ses fortifications sur l'île d'Ortygie après les invasions, la ville recommence à s'étendre à cette époque avec de vastes faubourgs où sont érigés oratoires et monastères.
Devant le risque de voir les Sarrasins envahir la Sicile, l'empereur Constant II prend en 663 la décision historique de transférer la capitale de son empire à Syracuse afin d'affermir sa présence sur l'île. Tout juste rentré d'un échec à Bénévent devant les Lombards du roi Grimoald Ier, l'empereur meurt assassiné dans sa retraite occidentale en 668 alors que s'ébruitait la rumeur selon laquelle son départ et celui du trône impérial pour Syracuse étaient définitifs. La charge impériale revient aussitôt à Constantinople et, dès l'année suivante, la ville est pillée une première fois par les Sarrasins qui reviennent l'assiéger en 740.

#### Conquête musulmane et émirat de Sicile

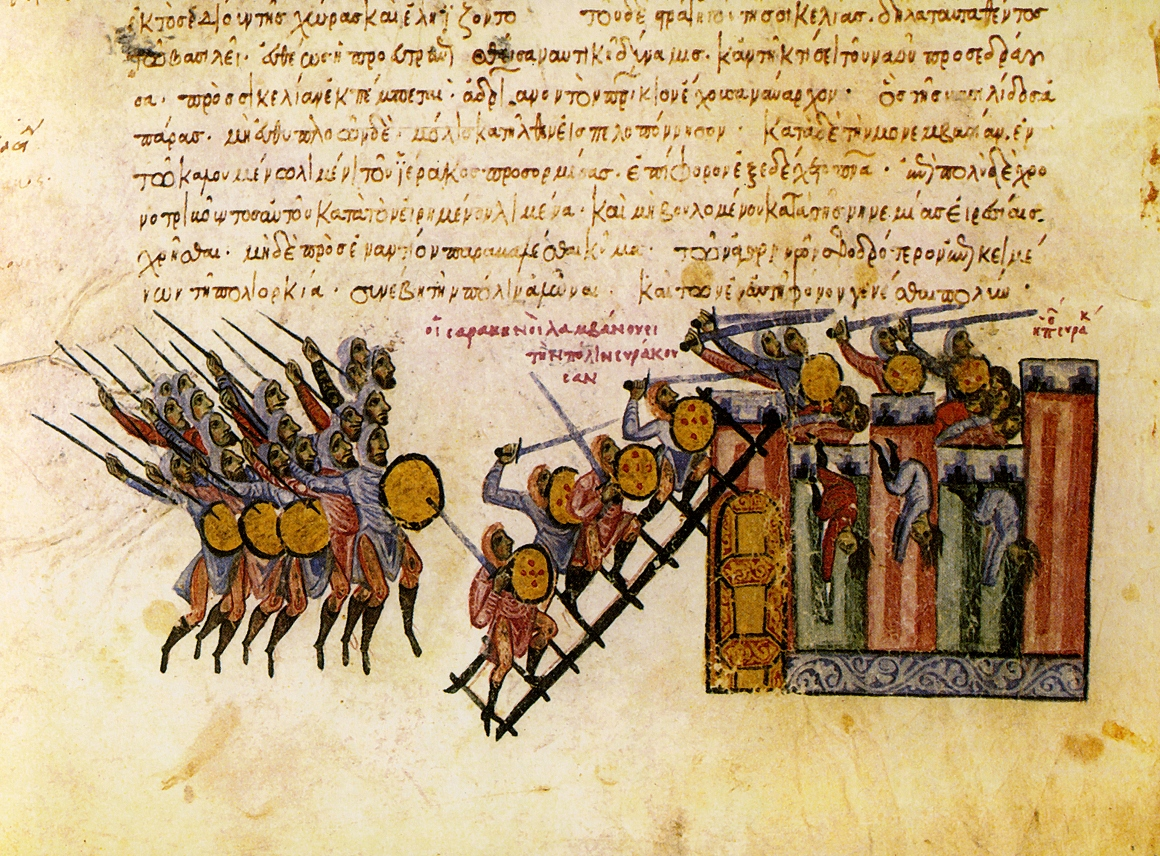
Représentation du siège de Syracuse dans la Chronique de Skylitzès de Madrid.

Au IXe siècle, Syracuse s'oppose au pouvoir impérial et se proclame indépendante sous le règne de Michel II en 820. Revenue sous domination byzantine en 829, elle est capturée pour un temps par l'officier rebelle Euphèmios qui doit fuir face à la riposte impériale et part demander un soutien arabe en Ifriqiya. Les Sarrasins, débarqués deux ans plus tôt à Mazara, attaquent en vain la ville en 828 qui devient le pôle de la résistance byzantine en Sicile face à l'avancée arabe jusqu'à sa conquête le 21 mai 878 après un long siège de près d'un an. Les dynasties des Aghlabides et des Kalbites règnent successivement sur la Sicile jusque dans la seconde moitié du XIe siècle.
Pendant les deux siècles de domination musulmane, Syracuse est dépossédée de son importance au profit de Palerme qui est déjà la capitale de l'émirat de Sicile lorsqu'elle en est annexée. La cathédrale est convertie en mosquée tandis qu'un pan entier des vieux quartiers d'Ortygie est remodelé pour correspondre aux normes de l'architecture islamique. Néanmoins, la cité prospère économiquement et culturellement grâce au maintien de ses relations commerciales ainsi que d'une vitalité artistique intense grâce à l'épanouissement de la poésie arabe jusqu'au XIIe siècle (c'est-à-dire après même la fin de la période musulmane), représentée dans la ville par la personnalité d'Ibn Hamdis.
Le général byzantin Georges Maniakès reprend brièvement la ville en 1038, transfère les reliques de sainte Lucie en lieu sûr à Constantinople et pose les fondations de l'ouvrage militaire auquel il a donné son nom jusqu'à nos jours (malgré sa reconstruction totale sous les Hohenstaufen), le castello Maniace. Minée par des conflits internes qui l'affaiblissent constamment, la garnison de Maniakès est profondément instable et ne parvient pas à tenir Syracuse plus de deux ans.

#### De la période normande aux Vêpres siciliennes

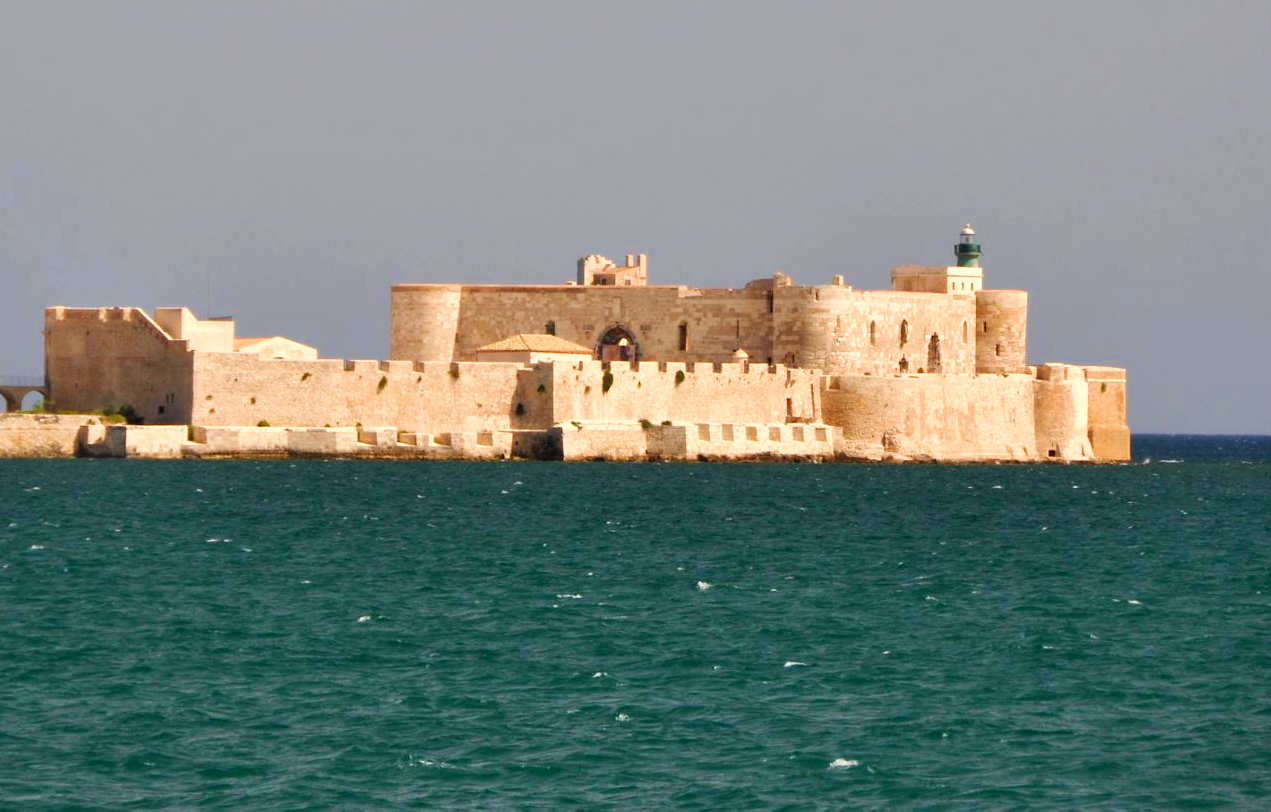
Le castello Maniace, construit sous sa forme actuelle par Frédéric II de Hohenstaufen en 1240.

En 1086, Syracuse, l'un des derniers bastions arabes de l'île, est prise par les Normands après un siège d'un été mené par Roger de Hauteville (futur Roger Ier de Sicile) et son fils Jourdain à qui la ville est offerte en tant que comté. La cité conserve son dynamisme sous cette période et continue à s'étendre, ce qui témoigne d'une croissance démographique soutenue, pendant que la cathédrale et toutes les églises de la ville converties en mosquées retrouvent leur foi d'origine.
En 1194, Syracuse est prise et saccagée par le nouvel empereur devenu roi de Sicile, Henri le Cruel. Après une brève période génoise (1205–1220) sous l'autorité de l'amiral Alamanno da Costa, qui redresse la ville et favorise l'essor du commerce, l'autorité royale est réaffirmée à Syracuse sous le règne de Frédéric de Hohenstaufen qui contribue au renouveau de la ville. Ce dernier fait édifier le palazzo Arcivescovile (palais des archevêques) ainsi que le palazzo Bellomo, et réédifier le castello Maniace, alors réduit à l'état de ruines.
La mort de Frédéric entraîne une nouvelle période de troubles et d'anarchie féodale qui culmine lors des Vêpres siciliennes (1282) suivies par un long conflit dynastique entre les maisons d'Anjou et d'Aragon se disputant le trône de Sicile. Les Syracusains, qui expulsent les derniers Angevins toujours sur place en 1298, reçoivent de nombreux privilèges de la part des princes aragonais en récompense de leur soutien. Cette prééminence des familles baronniales est également démontrée par la construction à cette époque de palazzi appartenant aux Abela, aux Chiaramonte ou encore aux Nava.

### Époque moderne

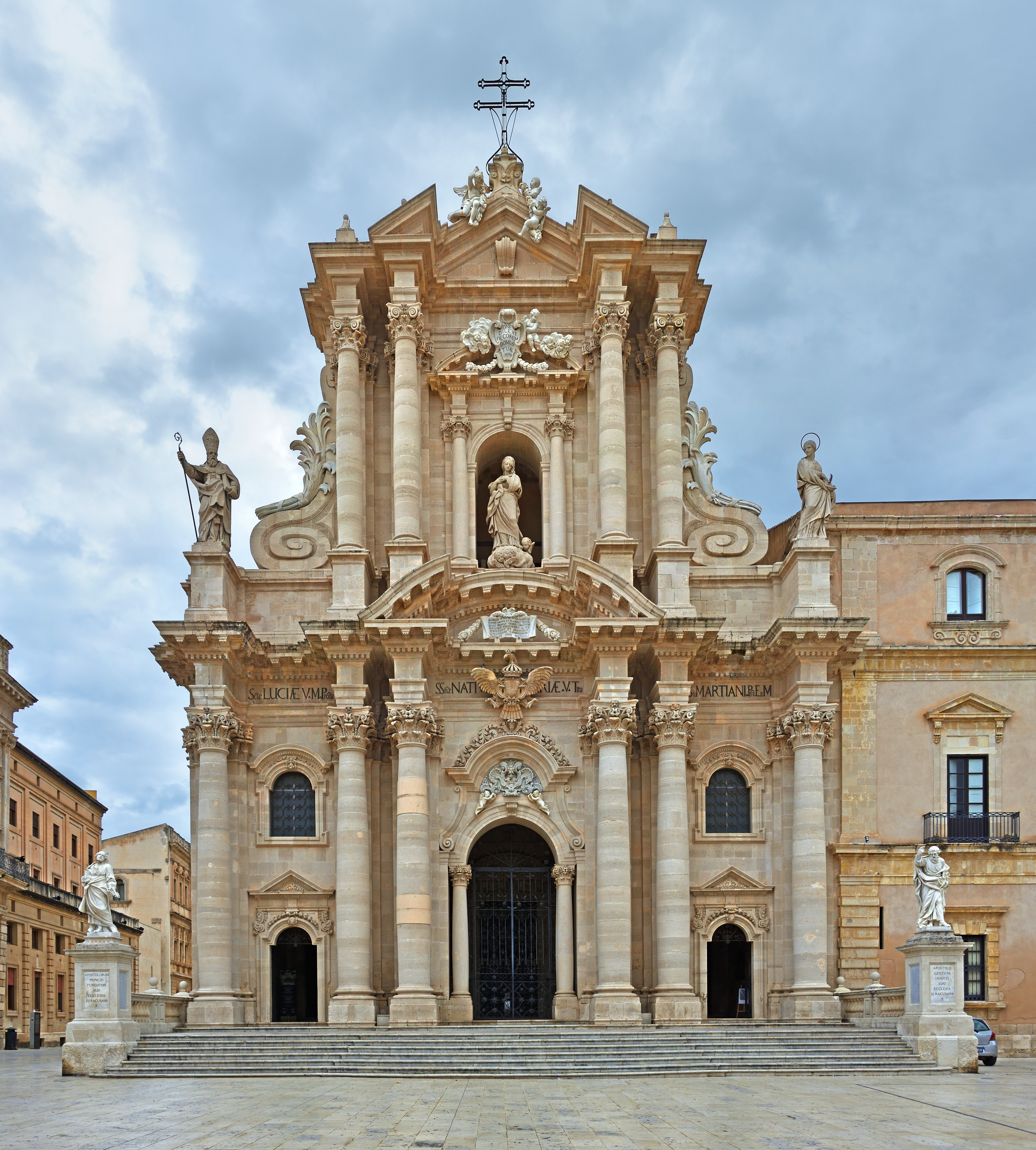
Le duomo (cathédrale) de Syracuse.

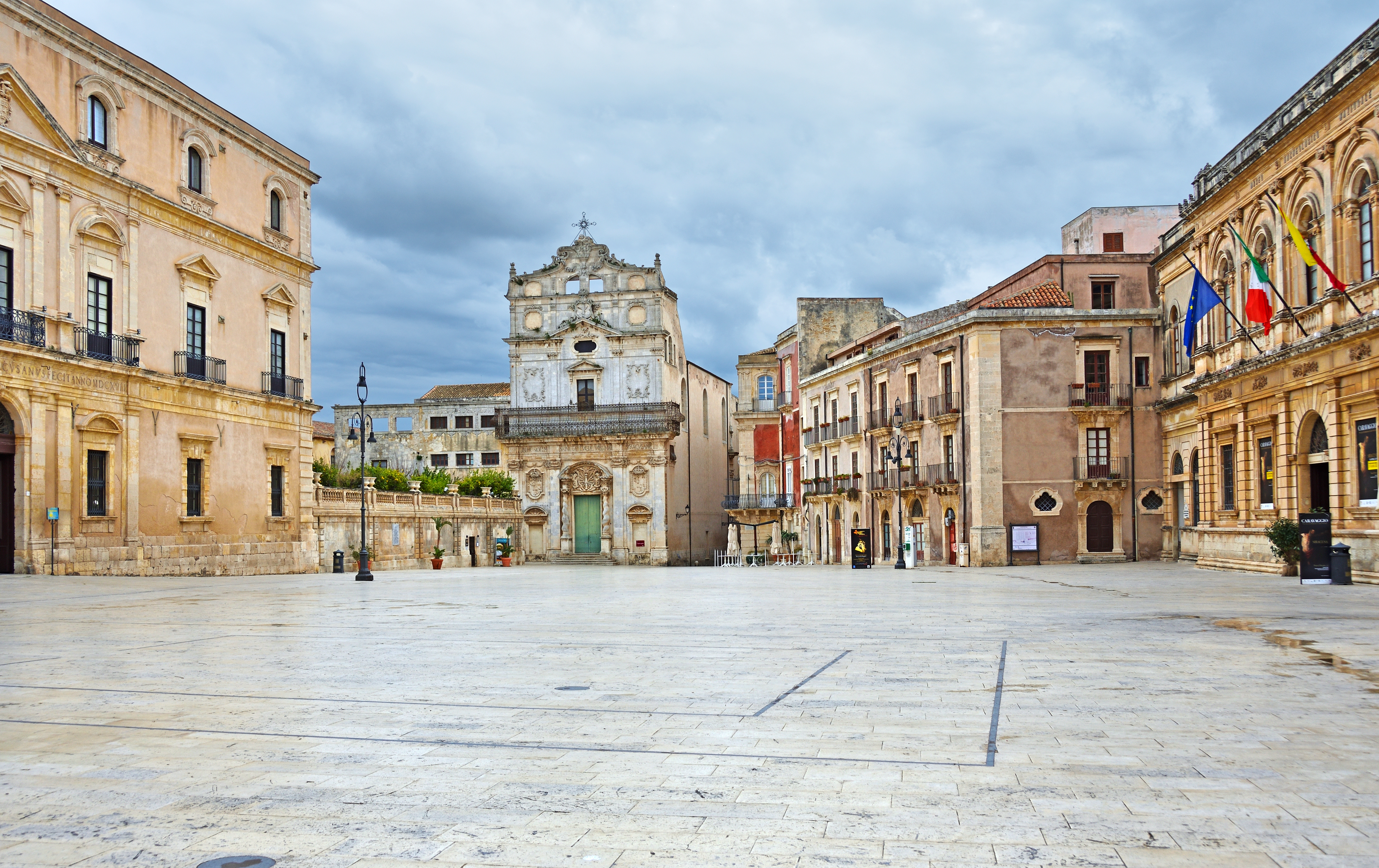
La piazza del Duomo.

Syracuse est détruite par des tremblements de terre en 1542 puis en 1693 et subit une épidémie de peste en 1729[réf. nécessaire].
Après le désastreux tremblement de terre de 1693 (qui frappa aussi tout le Val di Noto), les familles nobles locales ont pris en charge la reconstruction de la ville qui renaît selon les codes architecturaux du baroque sicilien, considéré comme l'une des expressions les plus typiques de l'architecture du sud de l'Italie destinée à rendre à Syracuse sa splendeur d'antan. Le palazzo Impellizzeri (it), le palazzo Beneventano del Bosco ou encore la chiesa di Santa Lucia alla Badia (it) datent de cette époque.
En 1837, la propagation d'une épidémie de choléra ruine une nouvelle fois la ville et déclenche une révolte contre les Bourbons. Syracuse est sanctionnée et se voit retirée le statut de capitale provinciale au profit de Noto (qu'elle retrouvera en 1865, après l'unification italienne), ce qui va renforcer l'impopularité du régime en place auprès des habitants de la ville qui prennent part à la révolution sicilienne en 1848.

### Époque contemporaine

#### Royaume d'Italie
Après l'unité italienne, Syracuse a connu une émigration de masse dirigée vers le nord du pays ainsi que vers les Amériques, les pays industrialisés d'Europe occidentale et l'Australie[réf. nécessaire].
Dans les dernières années du XIXe siècle, les murs de la ville (notamment la porta Ligny) sont démolis pour laisser place à un pont reliant l'île d'Ortygie aux quartiers périphériques, désormais atteints par le chemin de fer. En vertu de sa position géographique, sur la route entre l'Italie et ses colonies d'Afrique, Syracuse joue un rôle important sous le régime fasciste ; Benito Mussolini s'y rend en visite par deux fois.

#### Seconde Guerre mondiale

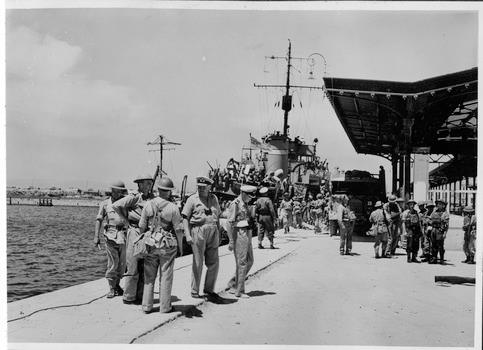
Troupes anglaises à Syracuse (juillet 1943).

Durant la Seconde Guerre mondiale, Syracuse est une ville de grande importance stratégique pour le débarquement des Alliés (opération Husky et opération Ladbroke,). Elle en paye le prix fort en étant la cible de multiples bombardements destructeurs mais est capturée précocement dès le 9 juillet 1943, qui marque bien vite la fin des hostilités pour la ville. En effet, l'opération Husky, nom de code du débarquement allié en Sicile, débute par le déploiement des forces britanniques dans le sud-est de l'île dans la nuit du 9 au 10 juillet. En quelques heures, la 5e division d'infanterie de la 8e armée (British Army), sous le commandement du général Bernard Montgomery, se lance à l'assaut de Syracuse avec succès et la ville tombe dès la première nuit. Le port sert ensuite de base stratégique à la Royal Navy pour la suite des opérations.
Dans un premier temps, l'AMGOT, le gouvernement d'occupation des Alliés, s'installe à Syracuse avant d'être déplacé à Palerme après la libération plus tardive de la capitale sicilienne. Le 3 septembre 1943, l'armistice entre l'Italie et les Alliés est signé à Cassibile, village situé à proximité de Syracuse. Un millier de soldats sont enterrés dans le « Syracuse War Cemetery », à l'ouest de la ville.

#### Après-guerre
Après la guerre, Syracuse connaît une phase d'expansion chaotique favorisée par l'industrie pétrochimique pendant les années 1960, apportant une prospérité économique qui va hélas de pair avec des impacts écologiques parfois importants, notamment dans les communes voisines de Priolo, Melilli et Augusta[réf. nécessaire].
Depuis les années 1990, Syracuse, chef-lieu provincial d'une centaine de milliers d'habitants, suscite un intérêt croissant auprès des touristes et son centre historique est restauré.

## Politique et administration

### Subdivisions
Les frazioni (ou hameaux) de la ville de Syracuse sont Belvedere, Cassibile, Fontane Bianche, Isola, Santa Teresa-Longanimi, Scalo et Targia.

### Liste des maires
| Période                                  | Période          | Identité               | Étiquette                             | Qualité                    |
| ---------------------------------------- | ---------------- | ---------------------- | ------------------------------------- | -------------------------- |
| Les données manquantes sont à compléter. |                  |                        |                                       |                            |
| 14 juin 2004                             | 16 juin 2008     | Giambattista Bufardeci | FI                                    |                            |
| 16 juin 2008                             | 1er janvier 2013 | Roberto Visentin       | PDL                                   |                            |
| 1er janvier 2013                         | 24 juin 2013     | Alessandro Giacchetti  |                                       | Commissaire extraordinaire |
| 24 juin 2013                             | 27 juin 2018     | Giancarlo Garozzo      | PD                                    |                            |
| 27 juin 2018                             | En cours         | Francesco Italia       | Indépendant de centre-gauche / Azione |                            |

### Jumelages
La ville de Syracuse est jumelée avec :
- Corinthe (Grèce) depuis 2007 ;
- Erchie (Italie) depuis 2009[80].

### Communes limitrophes
Avola, Canicattini Bagni, Floridia, Melilli, Noto, Palazzolo Acréide, Priolo Gargallo, Solarino.

## Population et société

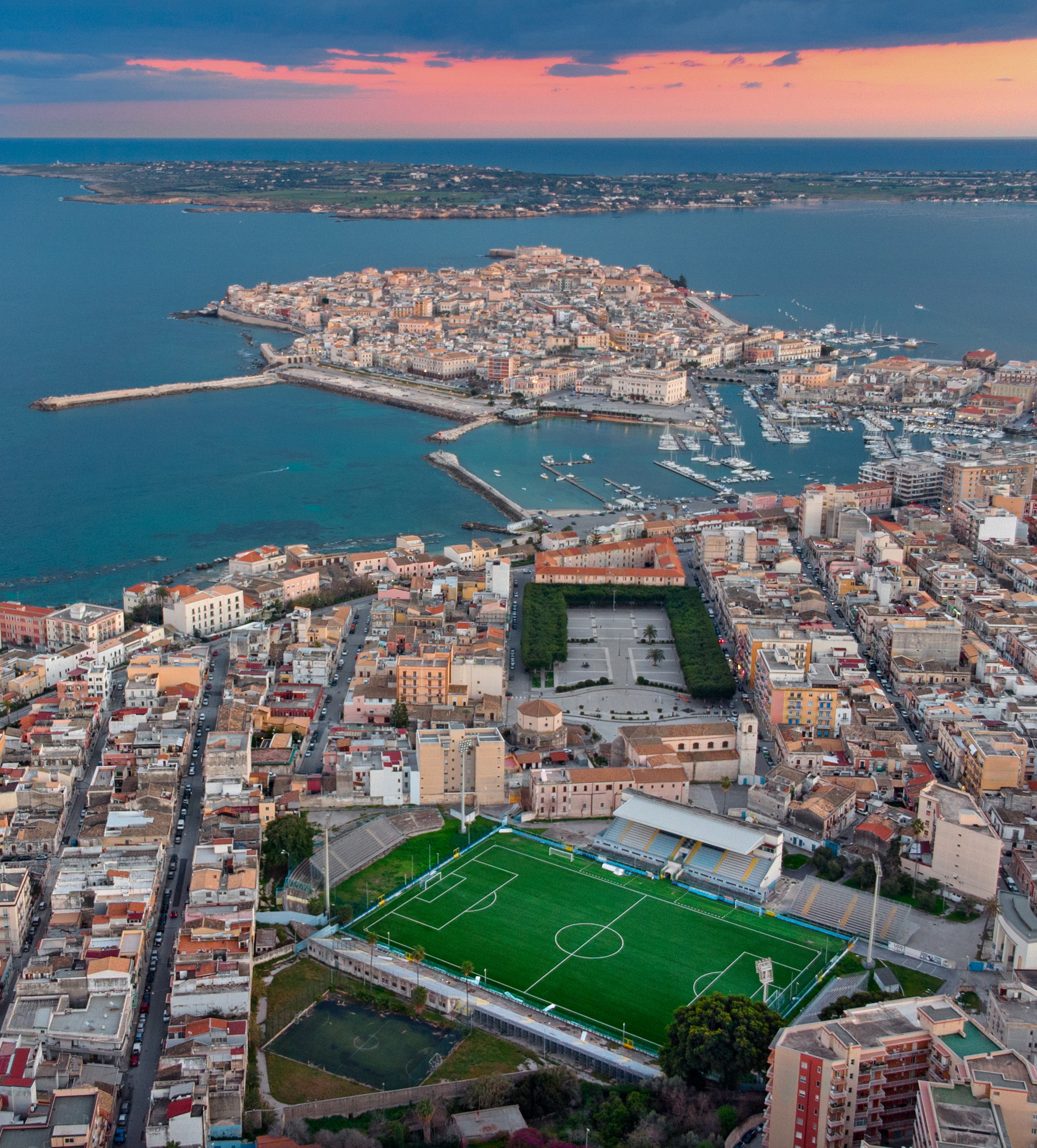
Vue aérienne de Syracuse, stade et île d'Ortygie.

En 2016, la population de Syracuse comptait 122 051 habitants, dont 48,7 % d'hommes et 51,3 % de femmes. Les mineurs (moins de 18 ans) représentaient 18,9 % de la population, contre 16,9 % pour les retraités. La moyenne italienne est de 18,1 % et 19,9 % respectivement.
L'âge moyen des habitants de Syracuse est de 40 ans, contre une moyenne nationale italienne de 42 ans. Entre 2002 et 2007, la population syracusaine a diminué de 0,5 %, tandis que celle de l'Italie dans son ensemble a augmenté de 3,8 %. Cette décroissance démographique dans la commune de Syracuse s'explique principalement par le départ d'une grande partie de la population du centre-ville vers des zones résidentielles situées dans les communes de l'aire métropolitaine voire le nord de l'Italie,. Ainsi, bien que la population de la commune de Catane diminue, celle des communes périphériques augmente, entraînant une augmentation globale de la population locale.
Le taux de natalité actuel à Syracuse est de 9,75 naissances pour 1 000 habitants, comparé à une moyenne nationale de 9,45 naissances.

### Évolution démographique
Habitants recensés

### Immigration

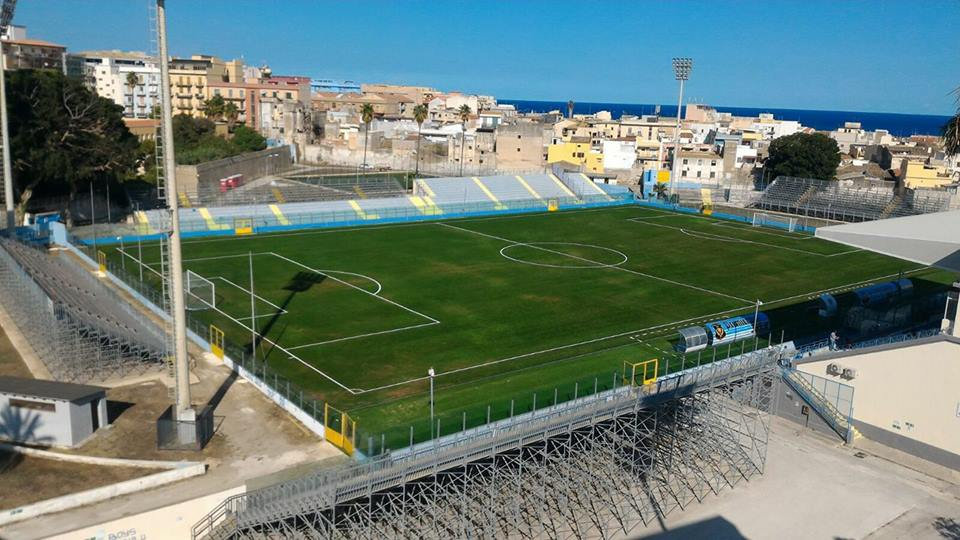
Stade Nicola-De Simone.

En 2006, 97,9 % de la population était italienne. Les plus grands groupes d'immigrants à Syracuse proviennent d'autres pays européens, en particulier de Pologne et du Royaume-Uni (0,6 %), d'Afrique du Nord, notamment des Tunisiens (0,5 %), et d'Asie du Sud (0,4 %).

### Sports
Syracuse est représentée en championnat italien de football par l'ASD Siracusa, héritière d'une série de clubs remontant à 1924 dans la ville. La caractéristique commune à ces différentes équipes est la couleur bleu azur de leurs maillots, d'où leur surnom d'Azzurri. Le club joue ses matchs à domicile au stade Nicola-De Simone, qui peut accueillir 5 000 à 6 000 spectateurs.

## Économie
Syracuse, inscrite au patrimoine mondial de l'UNESCO, est une destination touristique populaire. Son patrimoine architectural baroque ou art nouveau, dit style Liberty, ses vestiges archéologiques et sa situation géographique, sur l'île d'Ortygie, en font une cité méditerranéenne prisée des visiteurs.

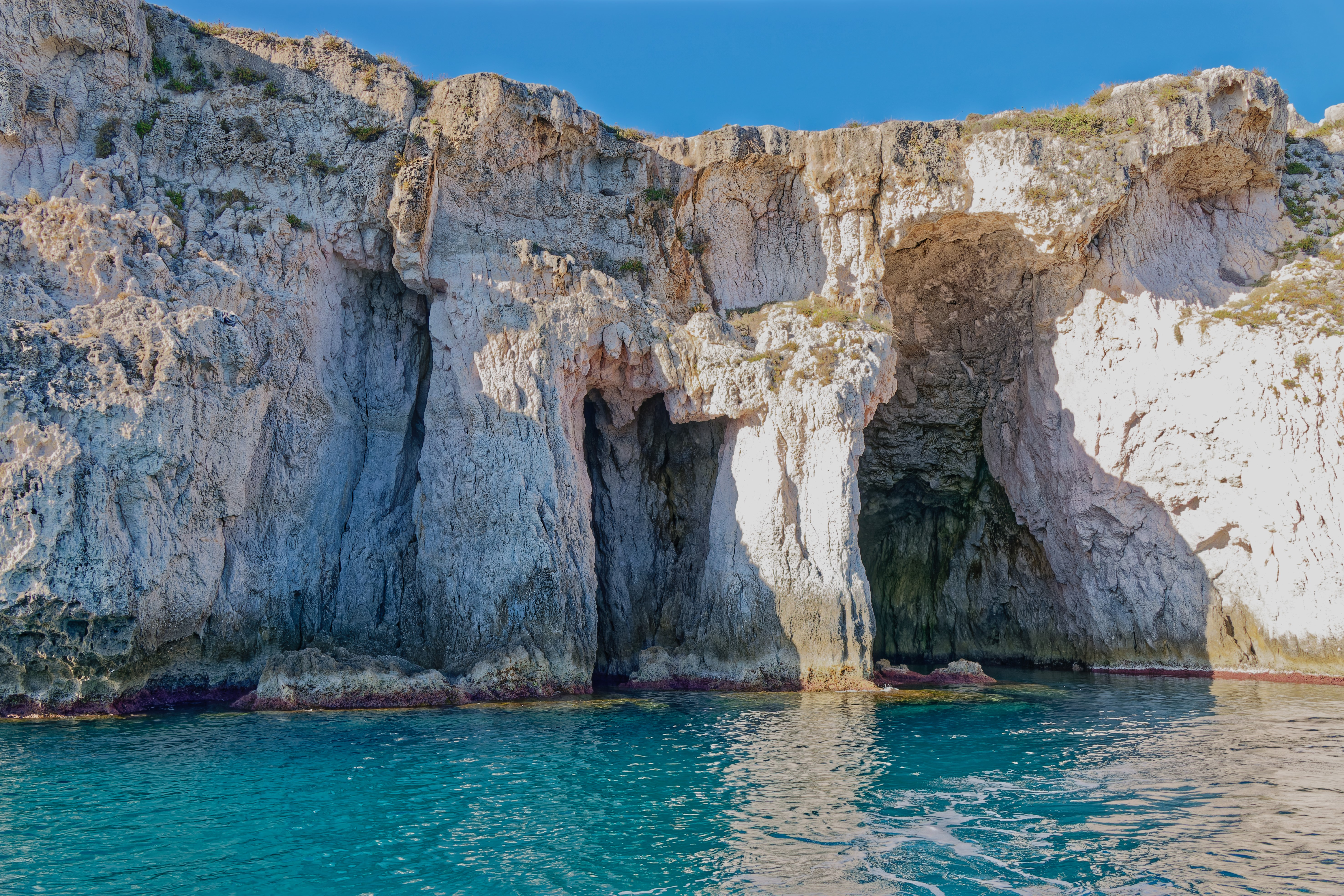
Falaises littorales de Syracuse.
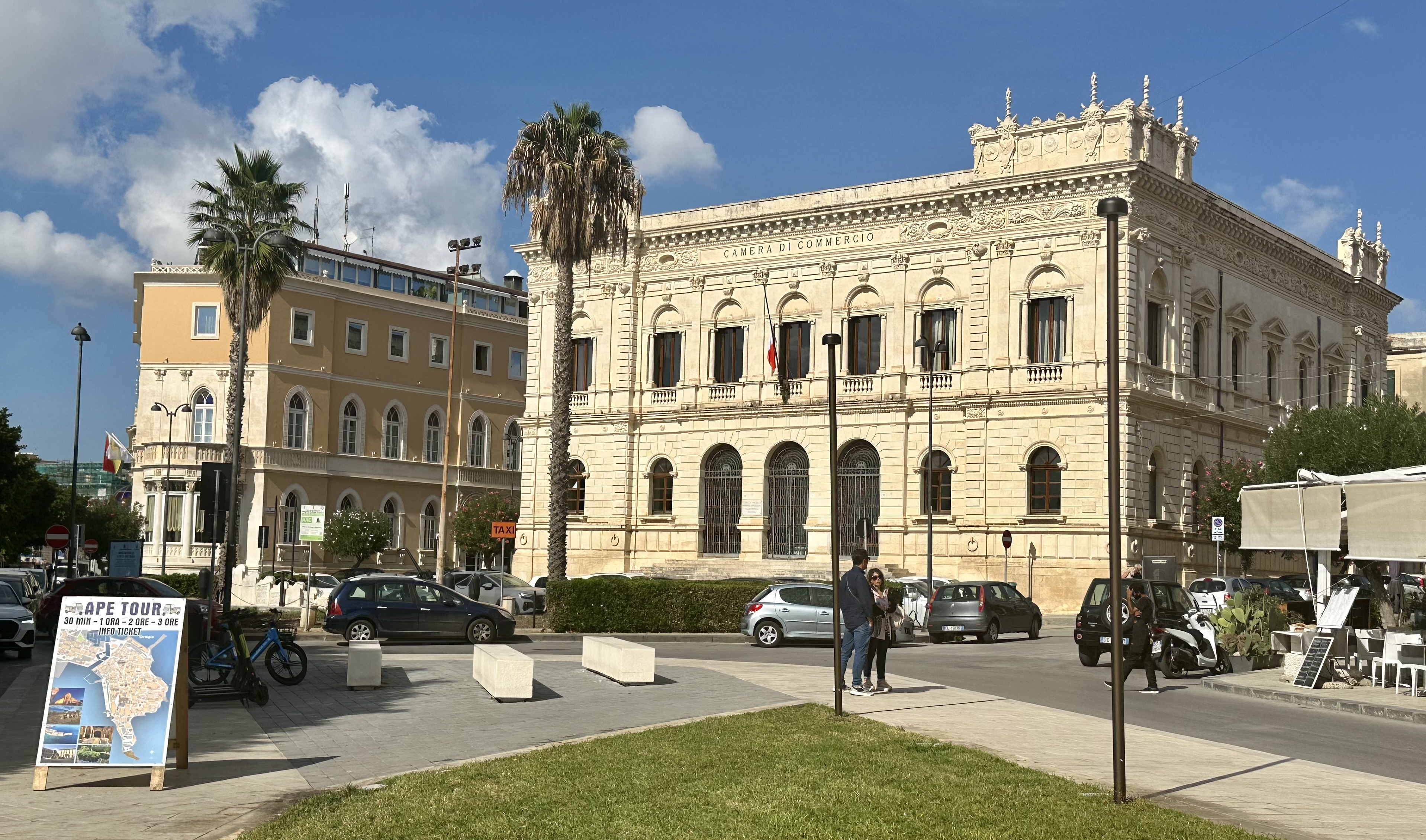
Chambre de commerce.
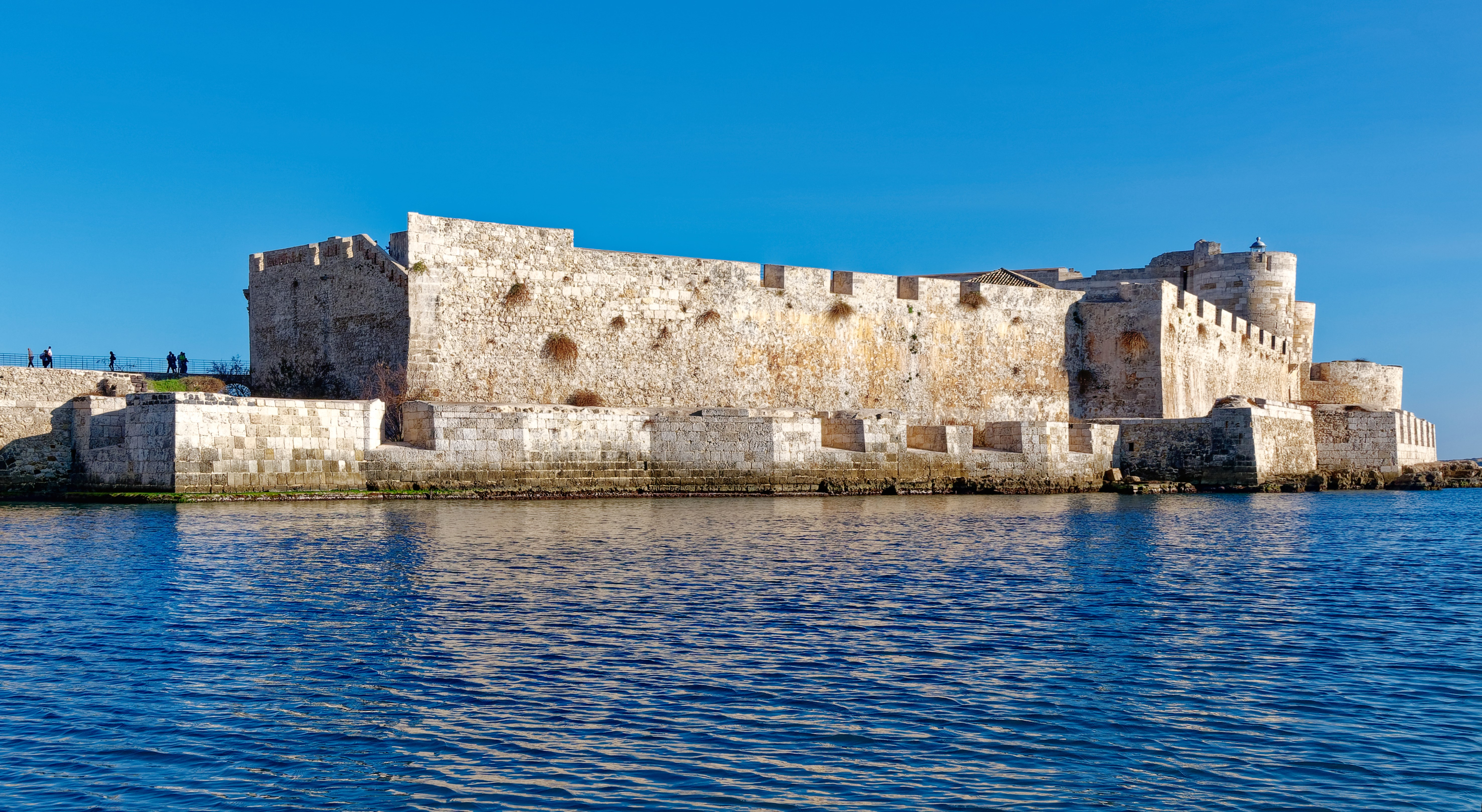
Le castello Maniace sur la mer.

## Culture et patrimoine

### Architecture et monuments remarquables
Depuis 2005, le centre historique Syracuse, incluant l'île d'Ortygie et la zone archéologique de Neápolis, ainsi que la nécropole de Pantalica sont inscrits au patrimoine mondial de l'UNESCO : « Le groupe des monuments et des sites archéologiques situés à Syracuse présente l'exemple éminent d'une création architecturale exceptionnelle incluant plusieurs influences culturelles (grecque, romaine et baroque). La Syracuse antique fut directement liée à des événements, des idées et des œuvres littéraires d'une signification universelle exceptionnelle. »

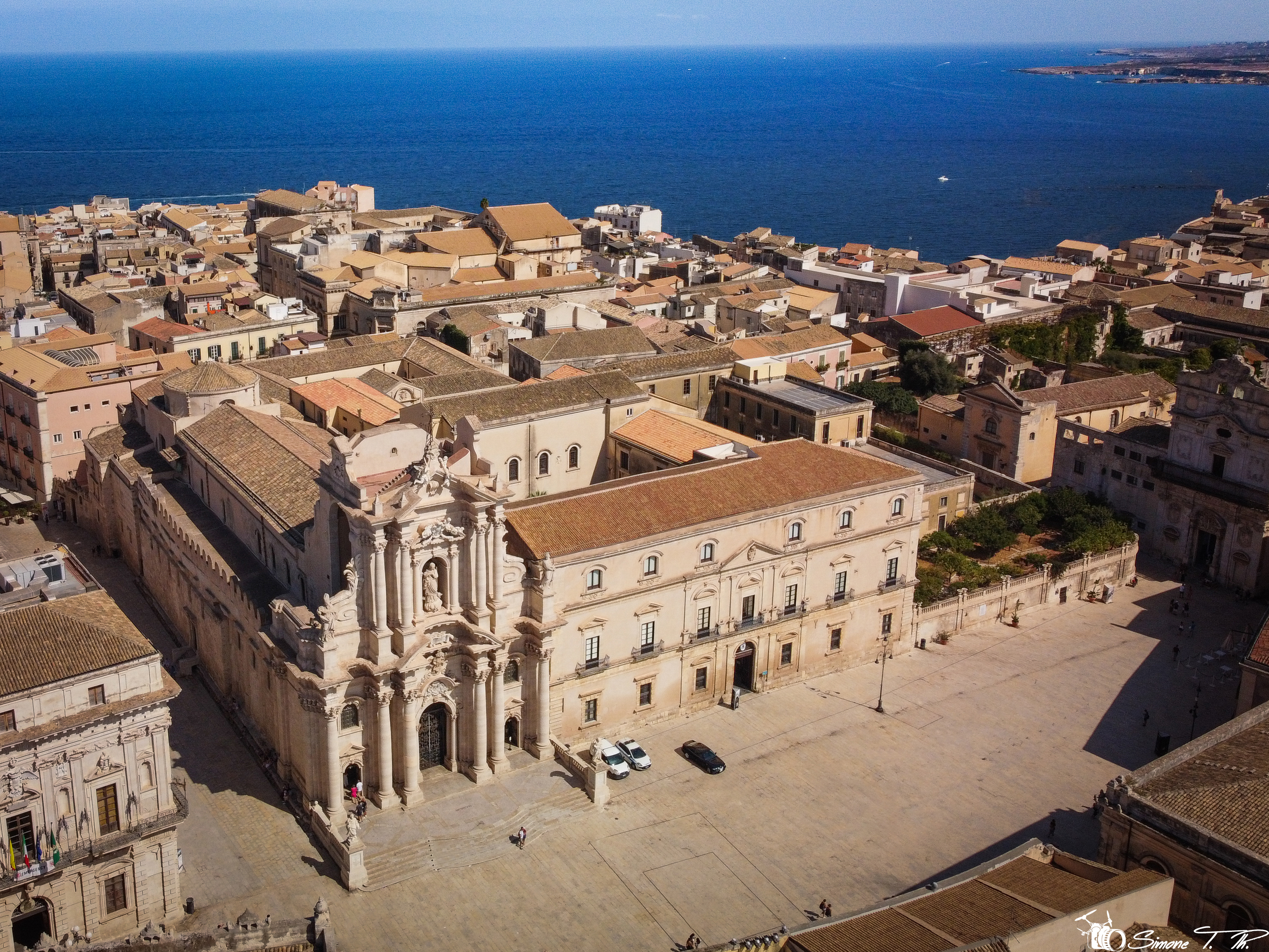
Vue aérienne de la piazza del Duomo sur fond marin.

#### Architecture civile

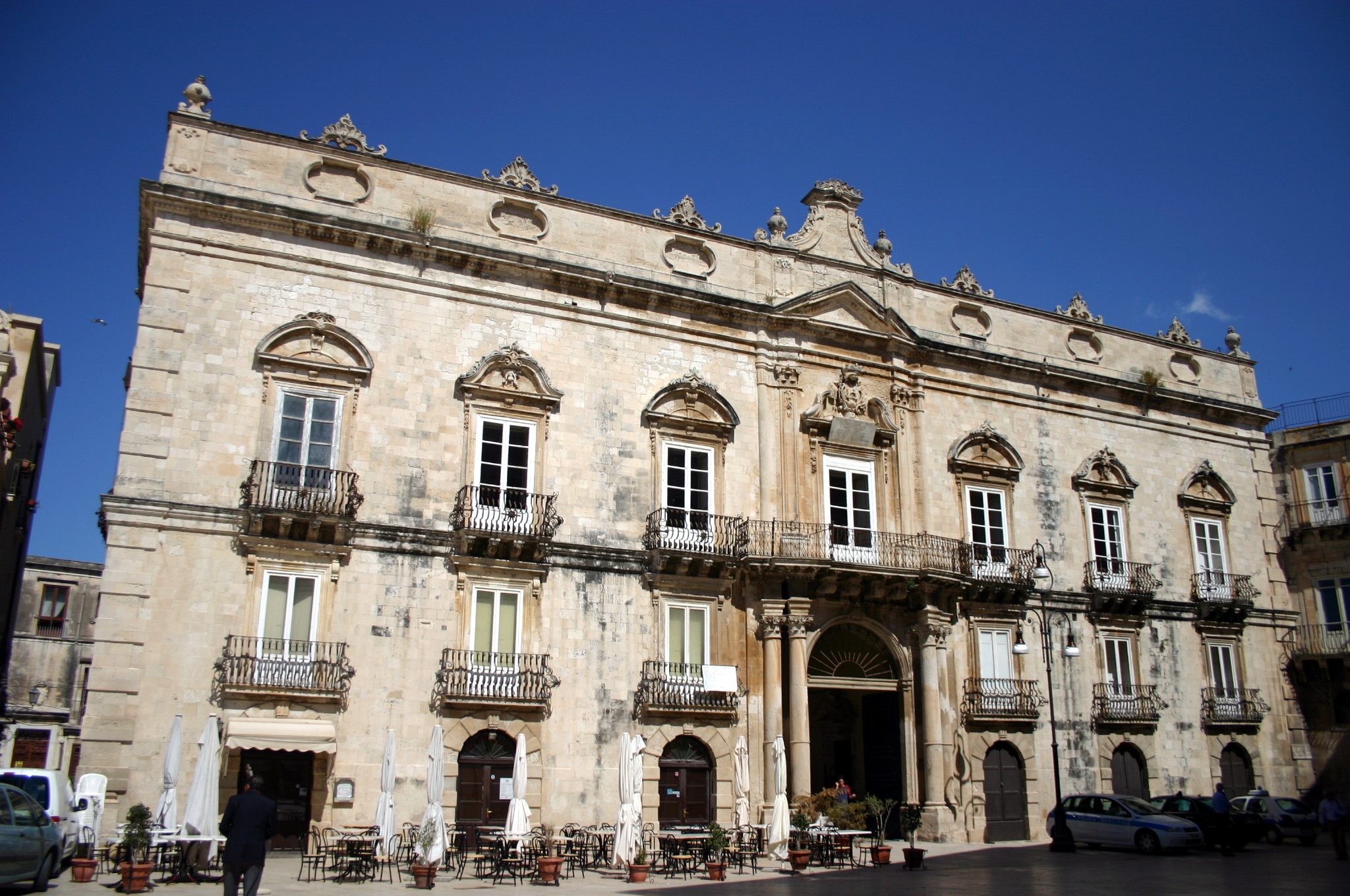
Palazzo Beneventano del Bosco, face à la cathédrale.

- Palazzo del Senato.Palazzo Beneventano del Bosco, face à la cathédrale.Palazzo Bellomo (XIIIe – XIVe siècle), renferme de nos jours la galerie régionale, qui abrite notamment l'une des peintures d'Antonello de Messine représentant l'Annonciation (1474) ;

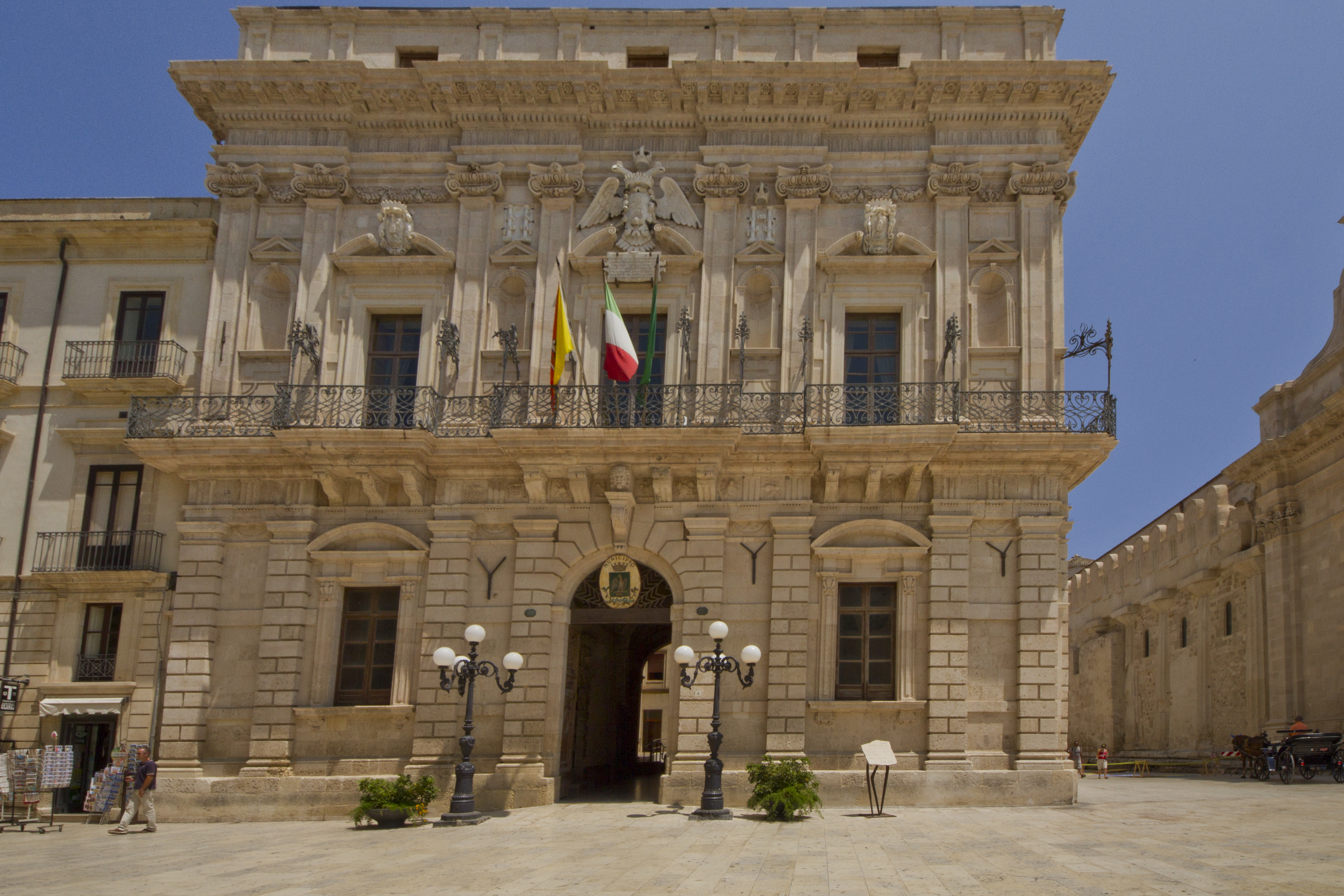
Palazzo del Senato.

- Palazzo Montalto (XIVe siècle), conserve sa façade d'origine malgré sa restauration à la suite du séisme de 1693 ;

- Palazzo Lanza-Buccheri (XVe siècle) ;
- Palazzo Migliacco (XVe siècle), aux somptueux décors en marqueterie de lave ;
- Palazzo Francica-Nava (XVIe siècle) ;
- Palazzo Arcivescovile (XVIIe siècle), restauré à la suite du séisme de 1693, abrite la biblioteca Alagoniana fondée au siècle suivant ;
- Palazzo Vermexio (XVIIe siècle) : actuel siège de l'hôtel de ville, il naît au début du XVIIe siècle comme siège du Sénat par la main de l'architecte d'origine espagnole Giovanni Vermexio. Sous ses fondations se trouvent les vestiges d'un temple ionique du Ve siècle av. J.-C. À l'intérieur, un carrosse du Sénat datant du XVIIe siècle, tiré par six chevaux, précède l'idole de la sainte patronne santa Lucia avant sa procession, le 13 décembre ;
- Palazzo Beneventano del Bosco (XVIIIe siècle), repose sur des fondations d'origine médiévale et renferme une cour intérieure ;
- Musée archéologique de Syracuse, dont les collections s'échelonnent de l'âge du bronze au Ve siècle av. J.-C. ;
- Monumento ai Caduti italiani d'Africa (monument aux soldats italiens morts en Afrique).

#### Architecture religieuse

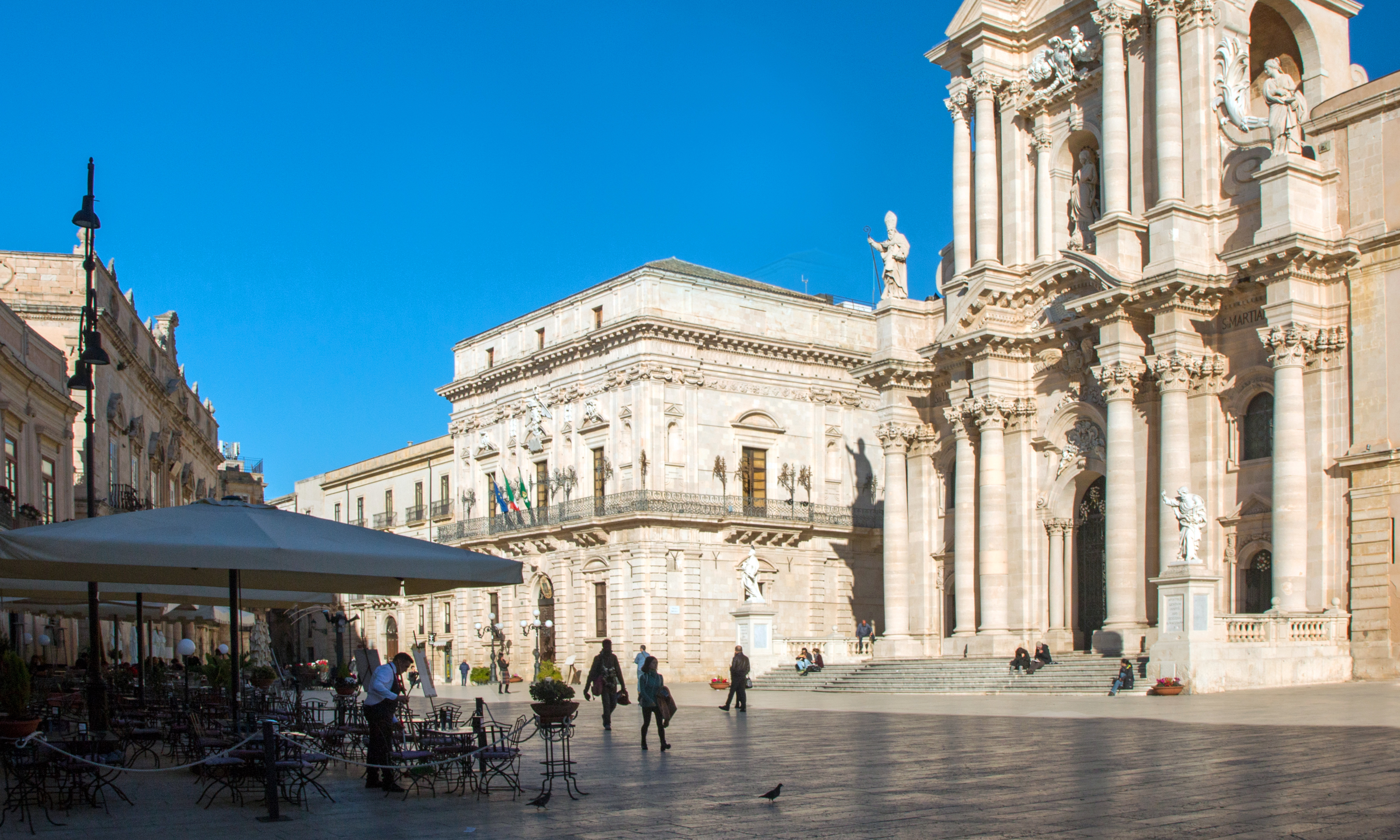
La piazza del Duomo, avec la cathédrale à droite.

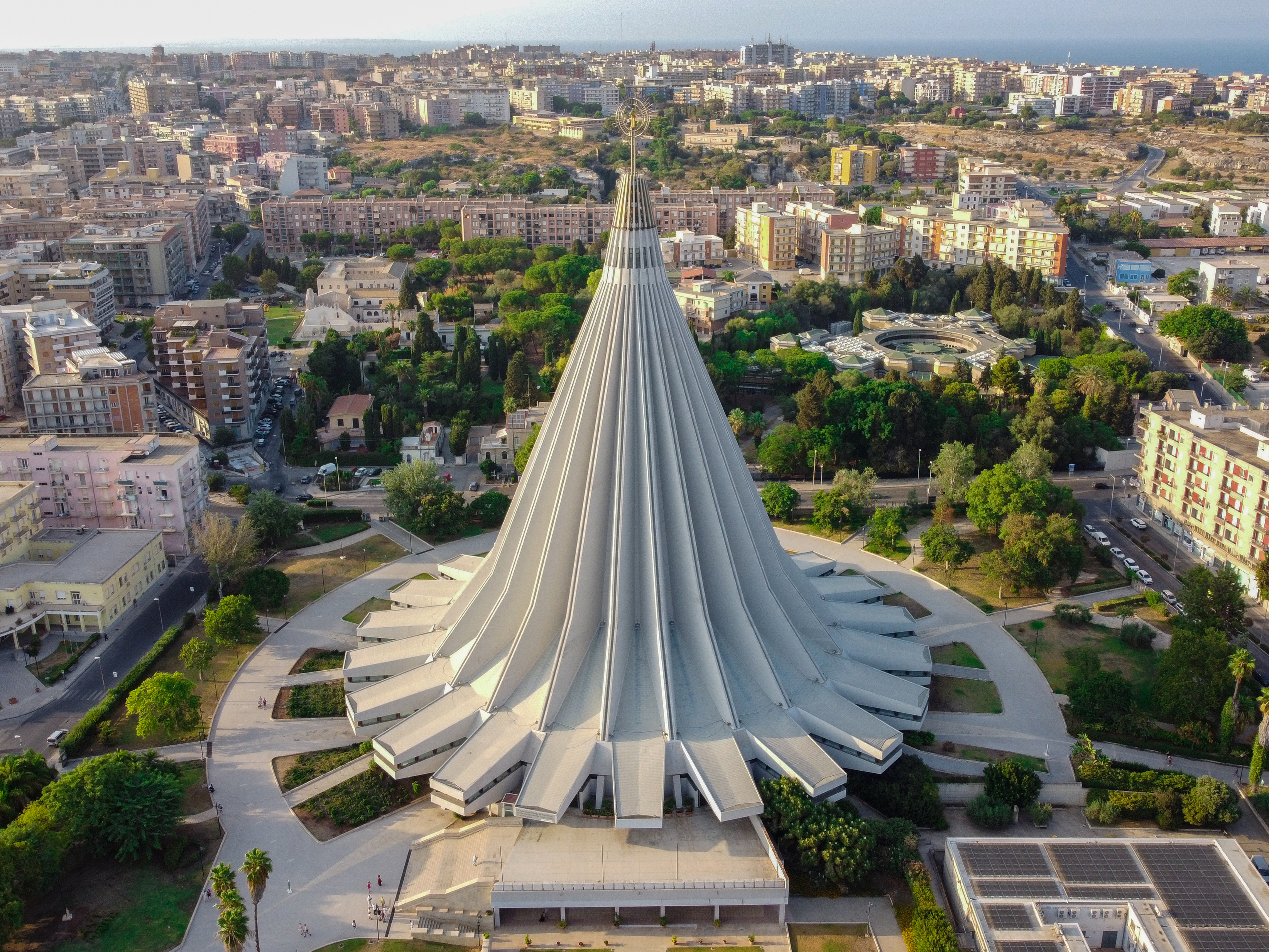
La basilique-sanctuaire Madonna delle Lacrime.

- La piazza del Duomo, avec la cathédrale à droite.La chiesa di Santa Lucia alla Badia, au fond de la piazza del Duomo.La chiesa dello Spirito Santo, sur le bord de mer.La basilique-sanctuaire Madonna delle Lacrime.Cathédrale de Syracuse (duomo), construite par l'évêque Zosime au VIIe siècle sur le grand temple d'Athéna (Ve siècle av. J.-C.), sur l'île d'Ortygie. Il s'agissait alors d'un édifice dorique avec six colonnes sur les côtés courts et 14 sur les côtés longs : celles-ci sont toujours incorporées dans les murs de la cathédrale. La base du temple comprenait trois marches et l'intérieur de l'église a une nef et deux bas-côtés. L'actuel toit de la nef est d'époque normande, ainsi que les mosaïques des absides. La façade a été reconstruite selon les plans d'Andrea Palma en 1725, avec un double ordre de colonnes corinthiennes et des statues d'Ignazio Marabitti. L'intérieur abrite une fontaine en marbre du XIIe siècle, une statue en argent de Sainte Lucie de Pietro Rizzo (1599), un ciboire de Luigi Vanvitelli et une statue de la Madonna delle Neve (« Madone des Neiges », 1512) d'Antonello Gagini ;

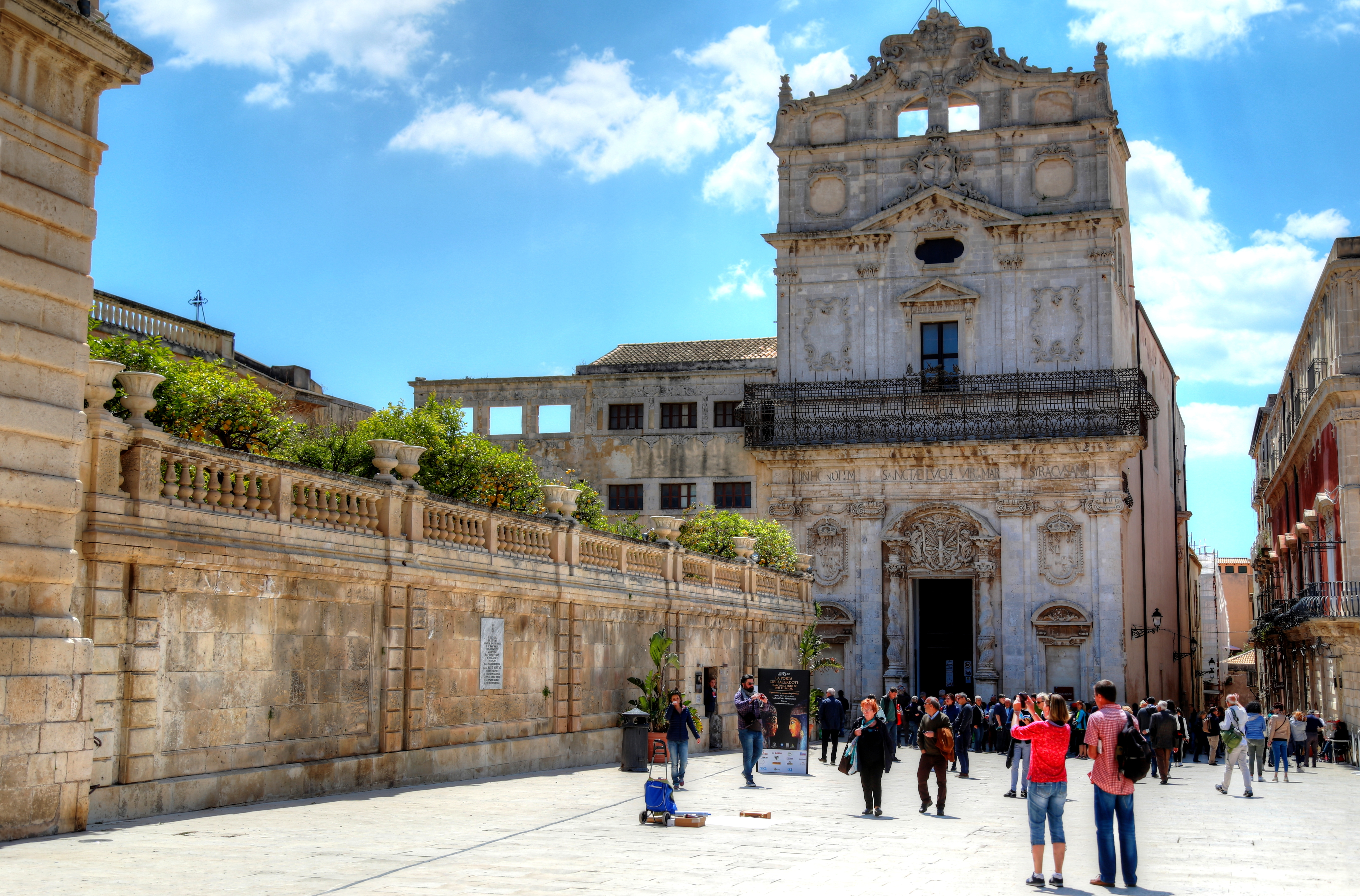
La chiesa di Santa Lucia alla Badia, au fond de la piazza del Duomo.

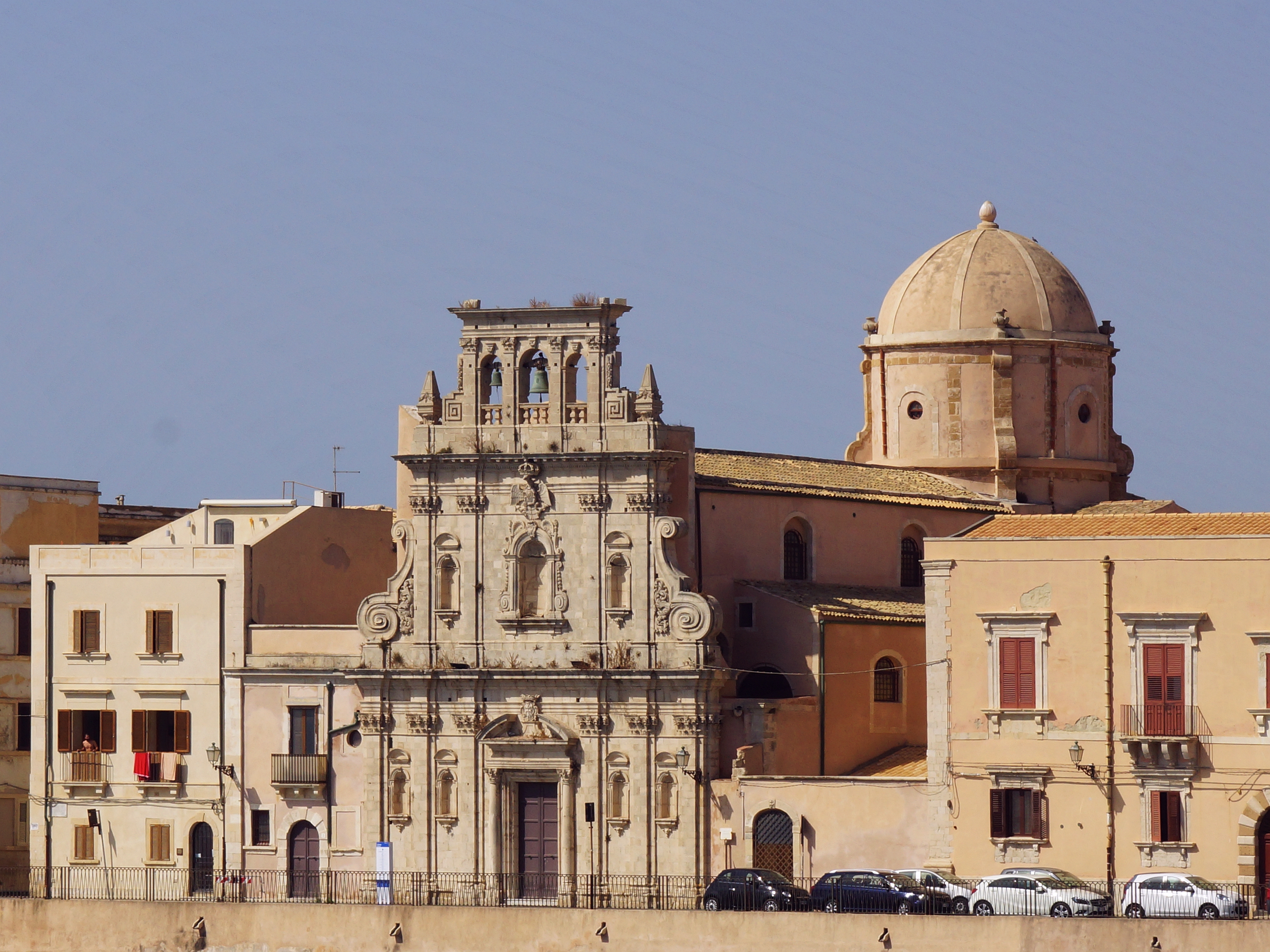
La chiesa dello Spirito Santo, sur le bord de mer.

- Chiesa di San Martino (it), église du VIe siècle, façade du XIVe siècle et intérieur du XVIIIe siècle ;
- Chiesa di Santa Lucia al Sepolcro (it), église byzantine construite, selon la tradition, sur le lieu même du martyre de sainte Lucie en 303 apr. J.-C. L'aspect actuel de l'édifice date des XVe et XVIe siècles. Les parties les plus anciennes encore préservées comprennent le portail, les trois absides semi-circulaires et les deux premiers ordres du beffroi. Sous l'église sont les catacombes de Santa Lucia. Pour cette église, Le Caravage peindra L'Enterrement de sainte Lucie, désormais installé dans la chiesa di Santa Lucia alla Badia. Dans le même complexe se trouve un petit sanctuaire octogonal qui comprend le tombeau de sainte Lucie et une statue sculptée en 1735 par Gregorio Tedeschi, Lucie mourante ;
- Chiesa di San Nicolò dei Cordari (it), construite au XIe siècle sur une piscine romaine qui servait de réservoir d'eau à l'amphithéâtre tout proche, elle est divisée en trois nefs de 14 piliers et a gardé de sa structure originale le portail latéral et l'abside avec trois étroites fenêtres à meurtrières. Son nom est dû aux cordiers de chanvre qui, non loin, dans la grotte des cordiers, selon une vieille tradition et ce jusqu'au milieu du siècle dernier, nouaient les cordes de chanvre que l'humidité faisait se tortiller et se nouer immédiatement ;
- Chiesa di Santa Maria dei Miracoli, XIVe siècle ;
- Chiesa di San Filippo Neri (it), façade du XVIIe siècle et intérieur du siècle suivant ;
- Chiesa di San Francesco all'Immacolata, église à la façade convexe entrecoupée de colonnes et de pilastres. Elle abritait autrefois une fête disparue, la Svelata (« Révélation »), au cours de laquelle une image de la Vierge était dévoilée à l'aube du 29 novembre ;
- Chiesa di Santa Lucia alla Badia (it), église baroque construite après le séisme de 1693 ;
- Chiesa di San Giuseppe, XVIIIe siècle ;
- Chiesa di San Pietro Apostolo, XVIIIe siècle ;
- Chiesa dello Spirito Santo, XVIIIe siècle ;
- Basilica santuario Madonna delle Lacrime (basilique-sanctuaire de la Madone des Larmes), consacrée en 1994.

#### Architecture militaire

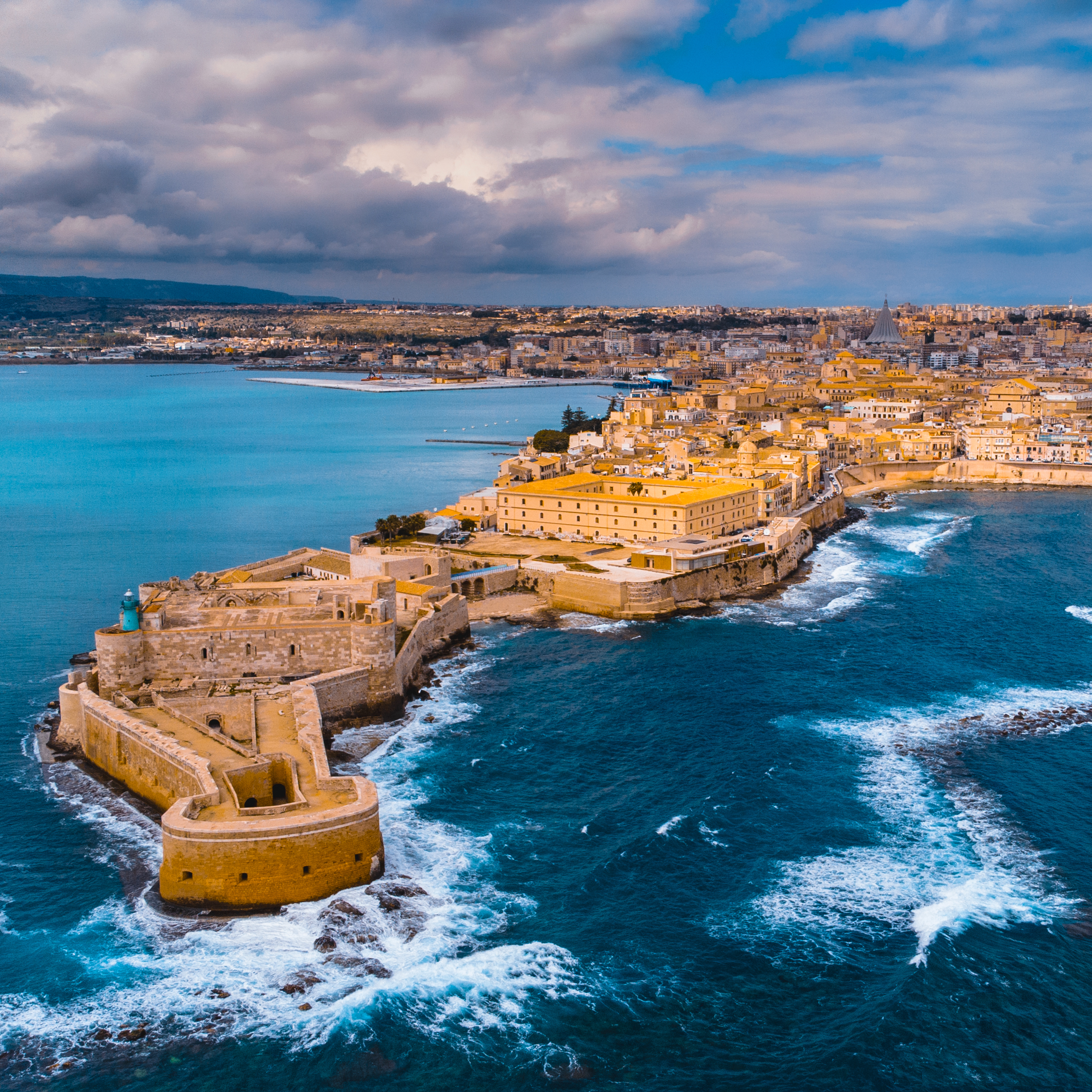
Le castello Maniace, sur la pointe d'Ortygie.

- Le castello Maniace, sur la pointe d'Ortygie.Castello Maniace (1232-1240), citadelle du XIIIe siècle, exemple de l'architecture militaire du règne de Frédéric II. Il s'agit d'une structure carrée avec des tours circulaires à chacun des quatre angles. L'élément le plus caractéristique est le portail gothique, décoré de marbres polychromes ;
- Château d'Euryale, construit à 9 km de la cité par Denys l'Ancien, était l'une des forteresses les plus puissantes de l'Antiquité. Il était doté de trois douves avec une série de galeries souterraines qui permettaient aux défenseurs d'extraire les matériaux que les attaquants pourraient utiliser pour les combler.

#### Sites archéologiques
Depuis les années 1950, nombre de fouilles sous-marines ont été conduites en Sicile et notamment dans la région de Syracuse. Des fouilles dans le port de Syracuse ont révélé des vestiges de l'ancien petit port, ou lakkios, un môle, ainsi que des murs du port. Dans l'isthme, beaucoup d'objets de l'époque classique ont été trouvés. Des caniveaux en marbre grec de l'époque classique, et des colonnes en marbre ont aussi été trouvés. Thucydide mentionne ce port dans ses Histoires. Il a été connu sous le nom de « port en marbre » dans certains écrits. L'historien romain Florus nous le décrit dans son livre (Livre II, ch. 6, section 34), de même que Cicéron dans son cinquième discours contre Verrès (ch. 37, section 95).

##### Monuments grecs
- Temple d'Apollon (construit vers 565 av. J.-C.), temple dorique le plus ancien de Sicile. Transformé en église à l'époque byzantine puis en mosquée sous la domination arabe, il n'en reste que des ruines disséminées sur la piazza Emanuele-Pancali ;
- Théâtre grec : 15 000 spectateurs. C'est le plus vaste de l'île, plus grand même que le théâtre d'Épidaure en Grèce. Son plan est attribué à Democopos au Ve siècle av. J.-C. Diamètre : 138 mètres. Platon, Pindare et Euripide le fréquentèrent ;
- Latomies (latomìa, latomìe au pluriel), près du théâtre, carrières de pierre à ciel ouvert ayant fait office de prisons dans l'Antiquité. La latomie la plus célèbre est l'« Oreille de Denys » ;
- Temple d'Athéna (construit par Gélon en 480 av. J.-C.), ses colonnades sont aujourd'hui intégrées dans les murs de la cathédrale ;
- Temple de Zeus olympien (construit au VIe siècle av. J.-C.), à environ 3 km du centre historique ;
- Grand autel de Hiéron II (construit vers 230 av. J.-C.) où l'on sacrifiait des bœufs. Il fait environ 200 mètres de longueur ;
- Tombeau d'Archimède, dans la nécropole de Grotticelli, décoré de deux colonnes doriques ;
- Fontaine Aréthuse : la légende raconte qu'Alphée, dieu fleuve, poursuivit la nymphe Aréthuse (qui s'était baignée dans ses eaux) sous l'apparence d'un chasseur. Effrayée, elle s'enfuit jusqu'en Sicile, où elle se réfugia sur l'île d'Ortygie. Artémis la changea en source mais Alphée, déterminé, répandit ses eaux sous la mer jusqu'en Sicile, et émergea à Ortygie afin de fusionner avec la nymphe.

##### Monuments romains
- Le « gymnase » romain, dans le quartier de l'Achradine, est en réalité un ensemble constitué de quatre portiques formant une cour avec un autel, un temple et un petit théâtre semi-circulaire du Ier siècle av. J.-C. ;
- Amphithéâtre de Syracuse, taillé dans le roc (Ier – IIIe siècle) : capacité de 20 000 spectateurs, ellipse de 140 mètres * 119 mètres, il accueillit des combats de fauves et de gladiateurs ;
- Catacombes de Vigna Cassia, de Santa Lucia et de San Giovanni (IVe – VIe siècle), longues galeries aux niches (loculi) taillées dans le calcaire.

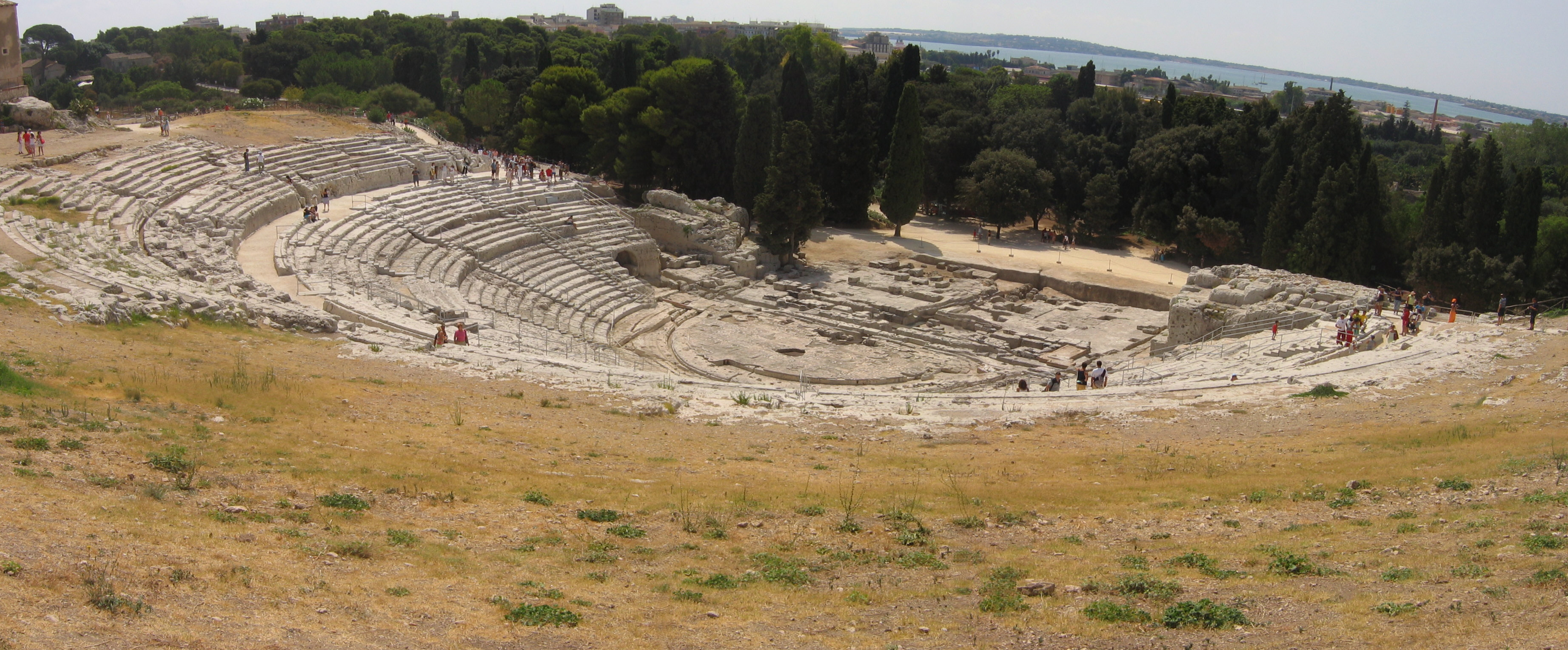
Théâtre grec de Syracuse.
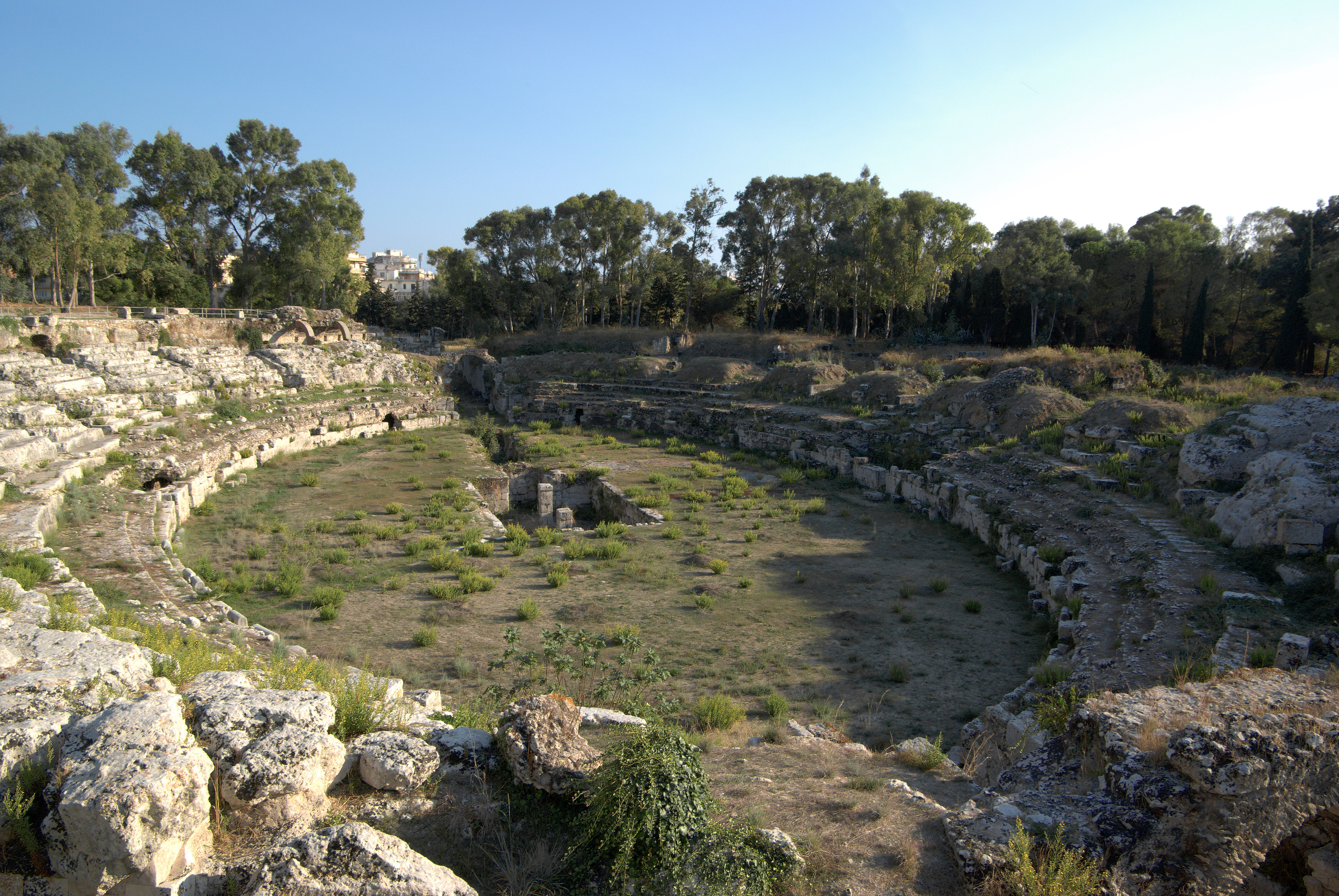
Amphithéâtre romain de Syracuse.
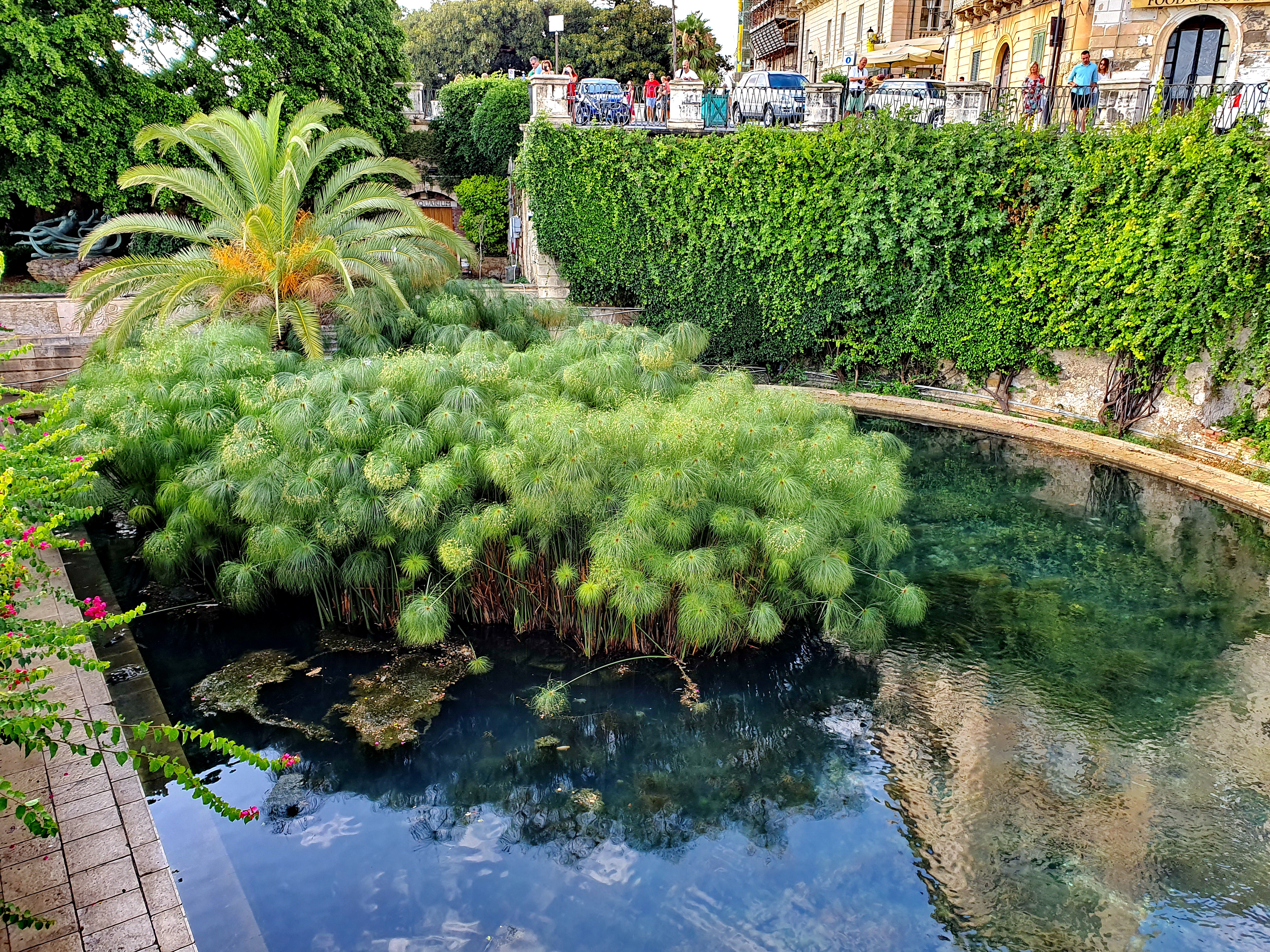
Fontaine Aréthuse.

### Culture

#### Syracuse et le monnayage ancien

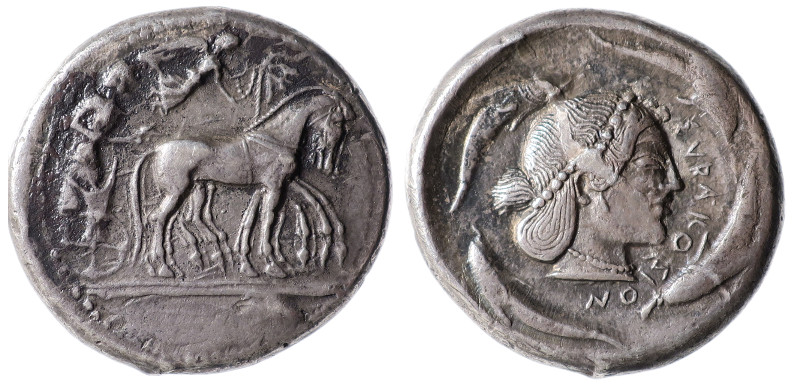
Tétradrachme de Syracuse avec Aréthuse à l'avers et un quadrige conduit par un aurige au revers (vers 485 av. J.-C.).
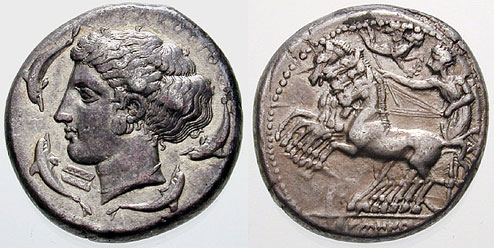
Tétradrachme de Syracuse arborant la nymphe Aréthuse et un quadrige (415-405 av. J.-C.).
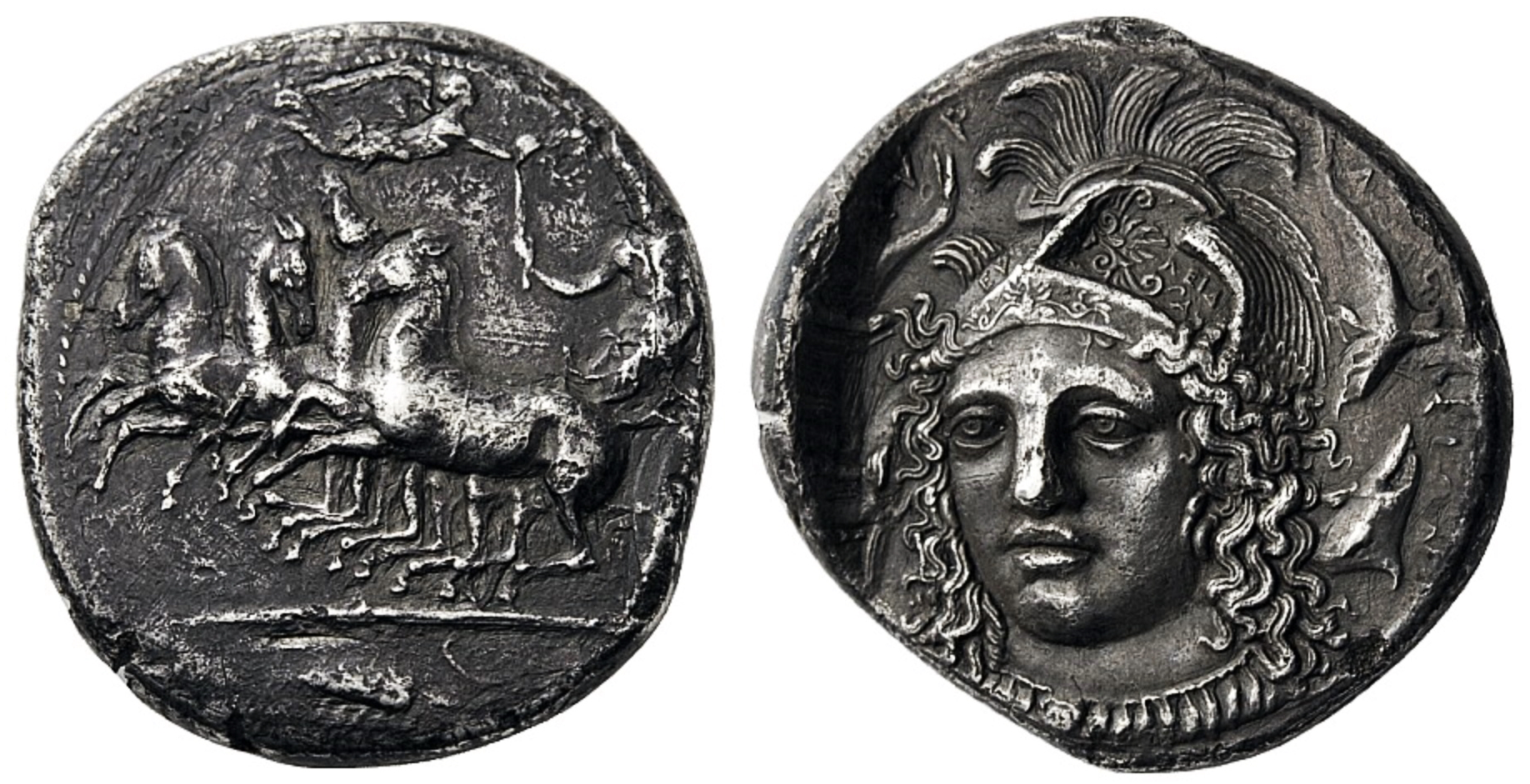
Tétradrachme de Syracuse avec le portrait d'Athéna (vers 400 av. J.-C.).
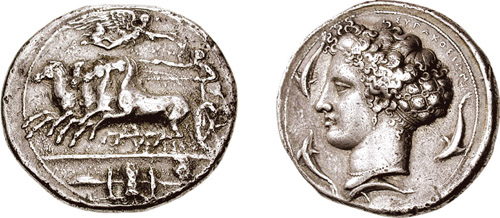
Décadrachme de Syracuse signé d'Evainète (vers 380 av. J.-C.).

Le monnayage de Syracuse est l'un des exemples les plus remarquables de l'art de la numismatique antique. La cité était célèbre pour sa production monétaire dès le VIe siècle av. J.-C. sous le règne de Gélon Ier. Les monnaies de Syracuse étaient réputées pour leur qualité artistique exceptionnelle et leur influence sur le développement de la monnaie grecque.
Les premières monnaies syracusaines étaient des drachmes en argent, mais au fil du temps, des dénominations plus importantes telles que les décadrachmes ont été frappées. Les motifs étaient variés, mettant en vedette des déesses, des dieux, des créatures mythologiques et des personnalités locales. L'une des monnaies les plus célèbres de Syracuse est le décadrachme d'Aréthuse, qui représente la nymphe éponyme entourée de dauphins.
Syracuse a également émis des monnaies de bronze et de cuivre, souvent en réponse aux besoins économiques de la cité. Le monnayage de Syracuse a eu une influence durable sur la monnaie grecque et a contribué à façonner l'art numismatique dans l'ensemble du monde grec antique. Aujourd'hui, les pièces de Syracuse sont recherchées par les collectionneurs du monde entier pour leur beauté et leur importance historique.

#### Cuisine

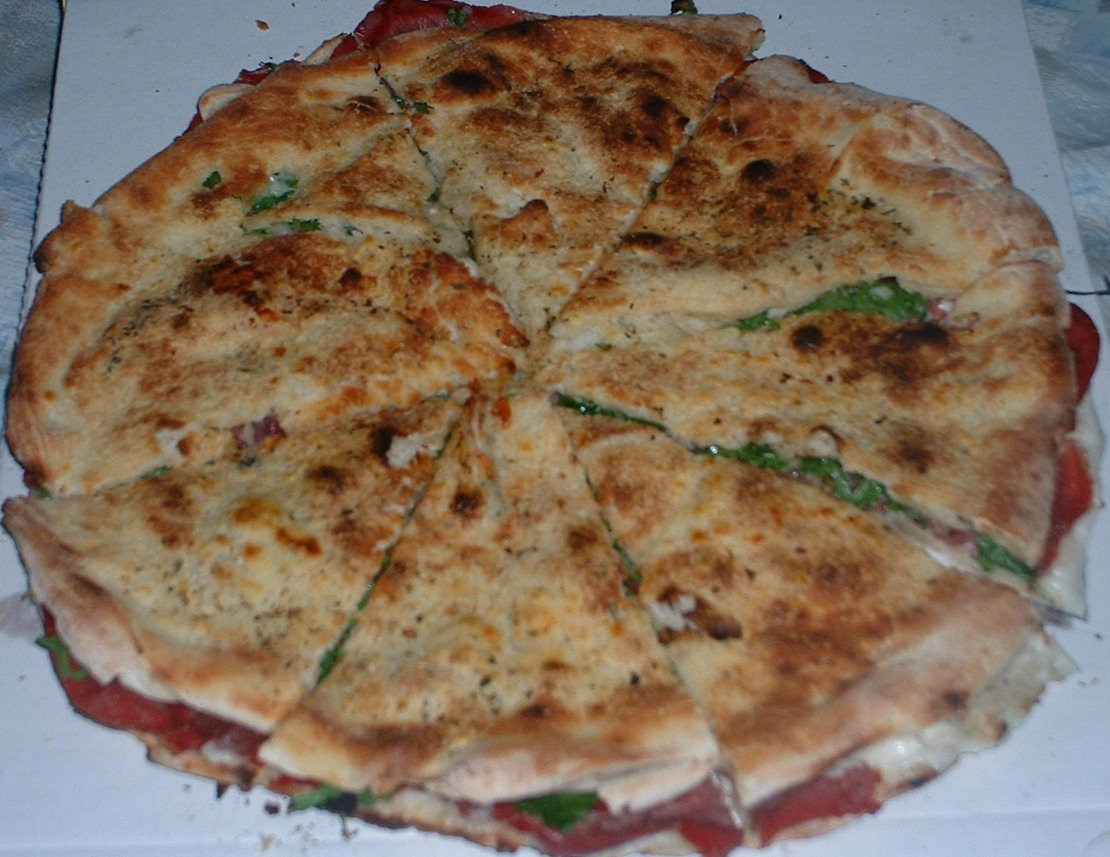
Le pizzolo, une variété de pizza typiquement syracusaine.

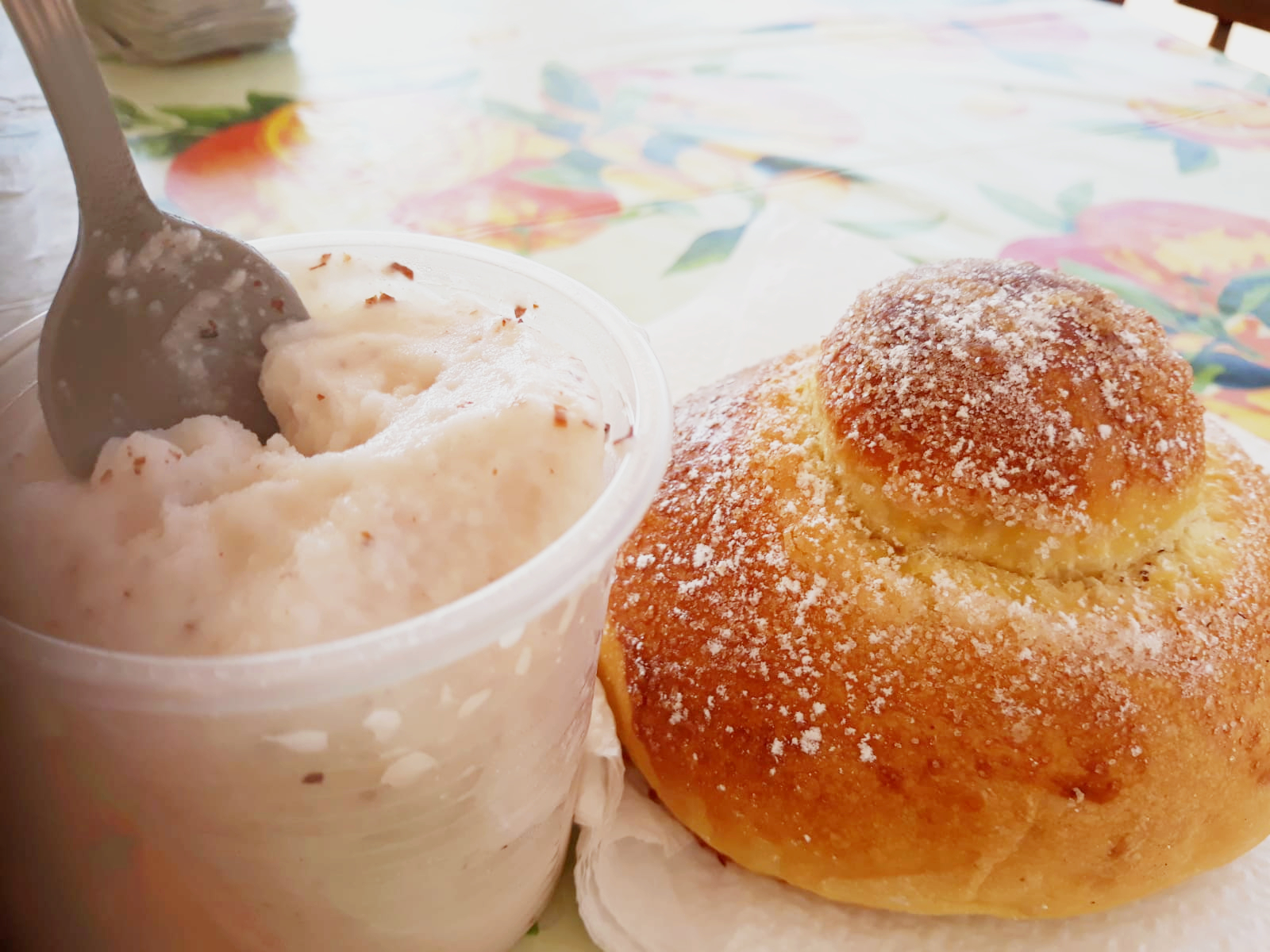
Granita aux amandes accompagnée d'une brioche.

La cuisine traditionnelle de Syracuse s'inscrit pleinement dans le régime méditerranéen, reconnu patrimoine culturel immatériel de l'humanité. Elle s'en distingue toutefois par l'utilisation de produits locaux emblématiques, tels que les olives et le poisson pêché à même le port. Parmi les produits typiques de la région, plusieurs bénéficient de labels de qualité, comme le citron de Syracuse, l'orange sanguine de Sicile, la pomme de terre de Syracuse, l'huile d'olive des Monts Hybléens et la pastèque de Syracuse.
La tradition culinaire de Syracuse se reflète dans ses nombreux plats typiques. La pasta fritta alla siracusana (aux anchois et à la chapelure torréfiée) et les spaghettis à la poutargue de thon figurent parmi les spécialités les plus prisées. La soupe de poisson à la syracusaine et le tonno alla ghiotta (thon avec câpres, olives, tomates et céleri branche) témoignent également de la richesse gastronomique locale. Outre les plats à base de produits de la mer, on retrouve dans la ville l'impanata, une pizza fermée et garnie de pommes de terre inspirée de l'empanada espagnole, le pizzolo ainsi que les arancini al ragù.
Parmi les desserts emblématiques de Syracuse figurent les totò, des biscuits au chocolat recouverts de glaçage, la giurgiulèna, la cuccìa, la cotognata, ainsi que la granita aux amandes, dont la variante syracusaine est vantée dans le roman Il garofano rosso d'Elio Vittorini.

### Personnalités liées à Syracuse
- Denys l'Ancien (Dionysios Ier), tyran grec ;
- Dion, tyran grec ;
- Denys le Jeune (Dionysios II), tyran grec ;
- Théocrite, poète grec, créateur de la poésie pastorale ;
- Archimède, physicien et mathématicien grec ;
- Sainte Lucie, martyre romaine ;
- Ibn Hamdis, poète arabe ;
- Vincenzo Mirabella (1570–1624), humaniste et pionnier de l'archéologie ;
- Tonino Accolla (né en 1949), comédien doubleur.